# 17. November
Der 17. November ist der 321. Tag des gregorianischen Kalenders (der 322. in Schaltjahren), somit bleiben 44 Tage bis zum Jahresende.

## Ereignisse

### Politik und Weltgeschehen

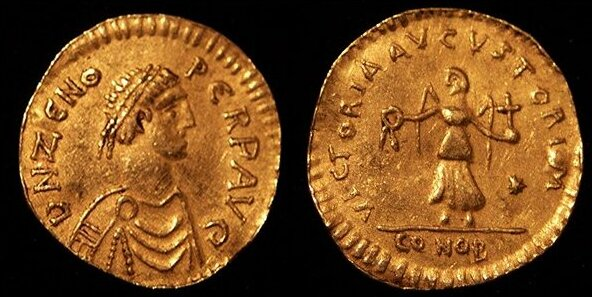
474: Kaiser Zenon

- 0474: Durch den überraschenden Tod seines Sohnes Leo II. wird Zenon, der am 9. Februar desselben Jahres zum Mitkaiser erhoben worden ist, Alleinherrscher im Oströmischen Reich.
- 1225: In einem Friedensschluss nach der Schlacht bei Mölln erhält Adolf IV. von Holstein vom in Gefangenschaft geratenen dänischen Reichsverweser Albrecht II. von Orlamünde die Grafschaft Holstein zurück, die Adolfs Vater von den Dänen abgenommen worden war.
- 1292: John Balliol wird König von Schottland, nachdem ihn der englische König Edward I. aus 13 Anwärtern auf den schottischen Thron ausgewählt hat.
- 1494: Die Stadt Florenz wird von einem französischen Heer mit König Karl VIII. an der Spitze eingenommen.
- 1558: Mit dem Tod Maria Tudors endet der Versuch einer katholischen Restauration in England. Das Elisabethanische Zeitalter beginnt.
- 1796: In der Schlacht bei Arcole im Ersten Koalitionskrieg siegen die Franzosen unter Napoleon Bonaparte über die Österreicher unter Joseph Alvinczy von Berberek.
- 1796: Am Todestag seiner Mutter Katharina der Großen erklärt sich ihr Sohn Paul zum neuen russischen Kaiser.

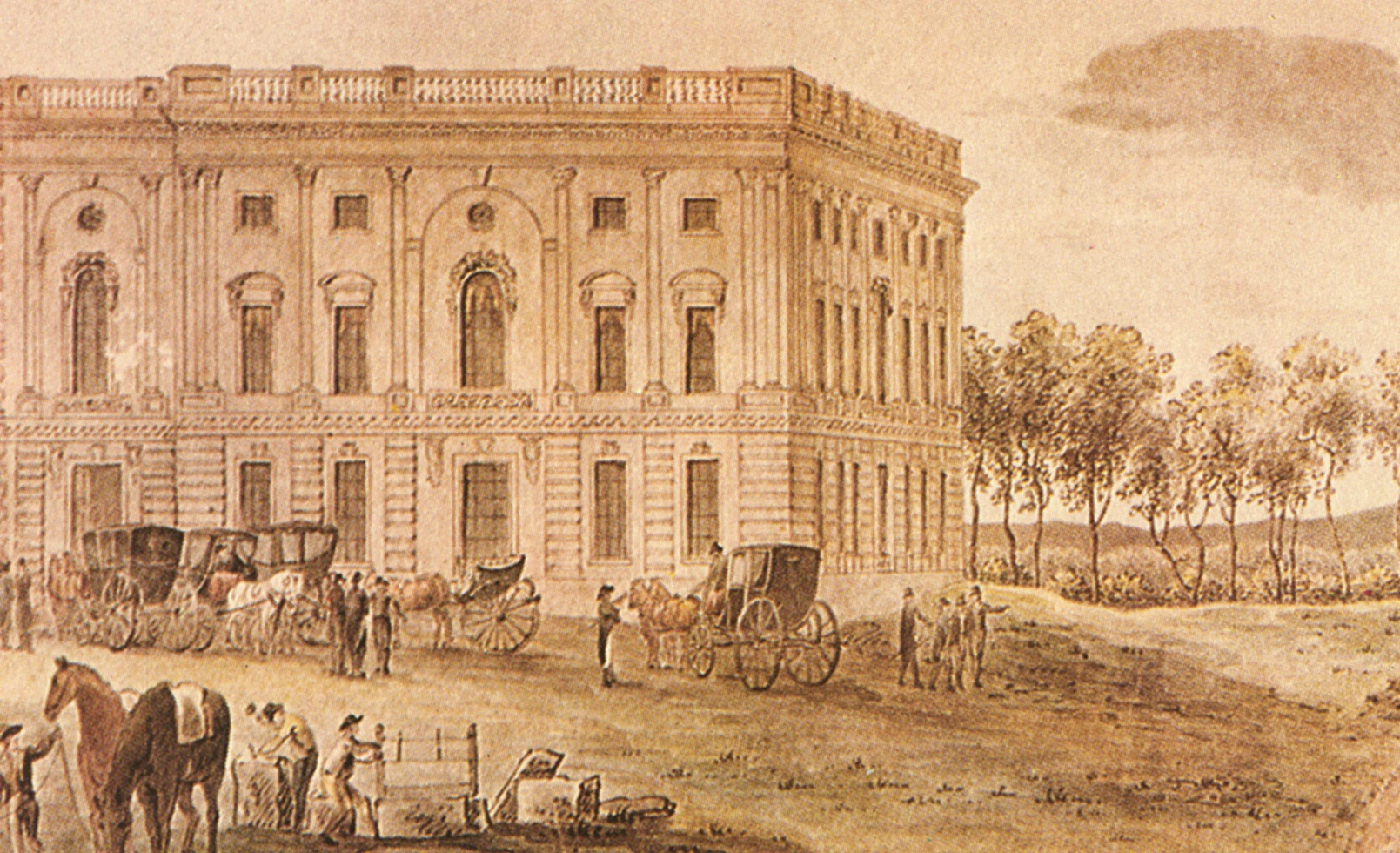
1800: Kapitol

- 1800: In Washington, D.C. tagt erstmals der US-Kongress im Kapitol, das noch nicht ganz fertiggestellt ist.
- 1810: Schweden erklärt auf Druck Napoleon Bonapartes Großbritannien den Krieg.

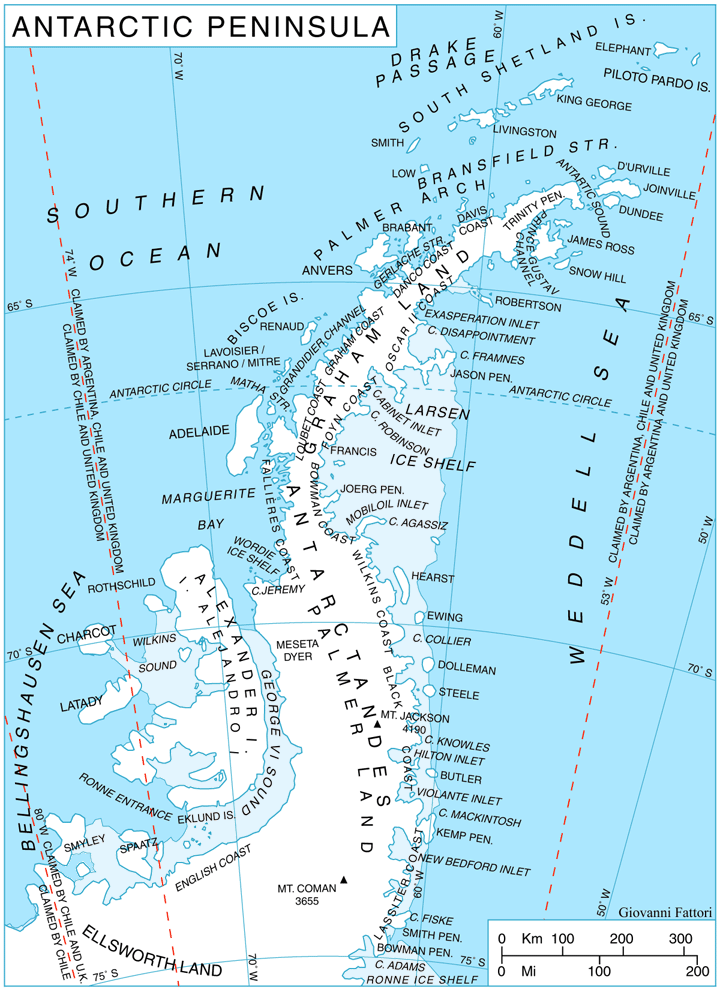
1820: Die antarktische Halbinsel

- 1820: Der US-amerikanische Robbenjäger Nathaniel Palmer sichtet auf der Suche nach neuen Jagdgründen als dritter Mensch die Antarktis. Das Palmerland auf der antarktischen Halbinsel ist nach ihm benannt.
- 1856: Um die im Gadsden-Kauf erworbenen Gebiete zu sichern, errichten die USA am Sonoita Creek in Arizona das Fort Buchanan.
- 1878: Der Koch Giovanni Passannante verübt in Neapel ein Attentat auf Italiens König Umberto I., bei dem dieser leicht verletzt wird.

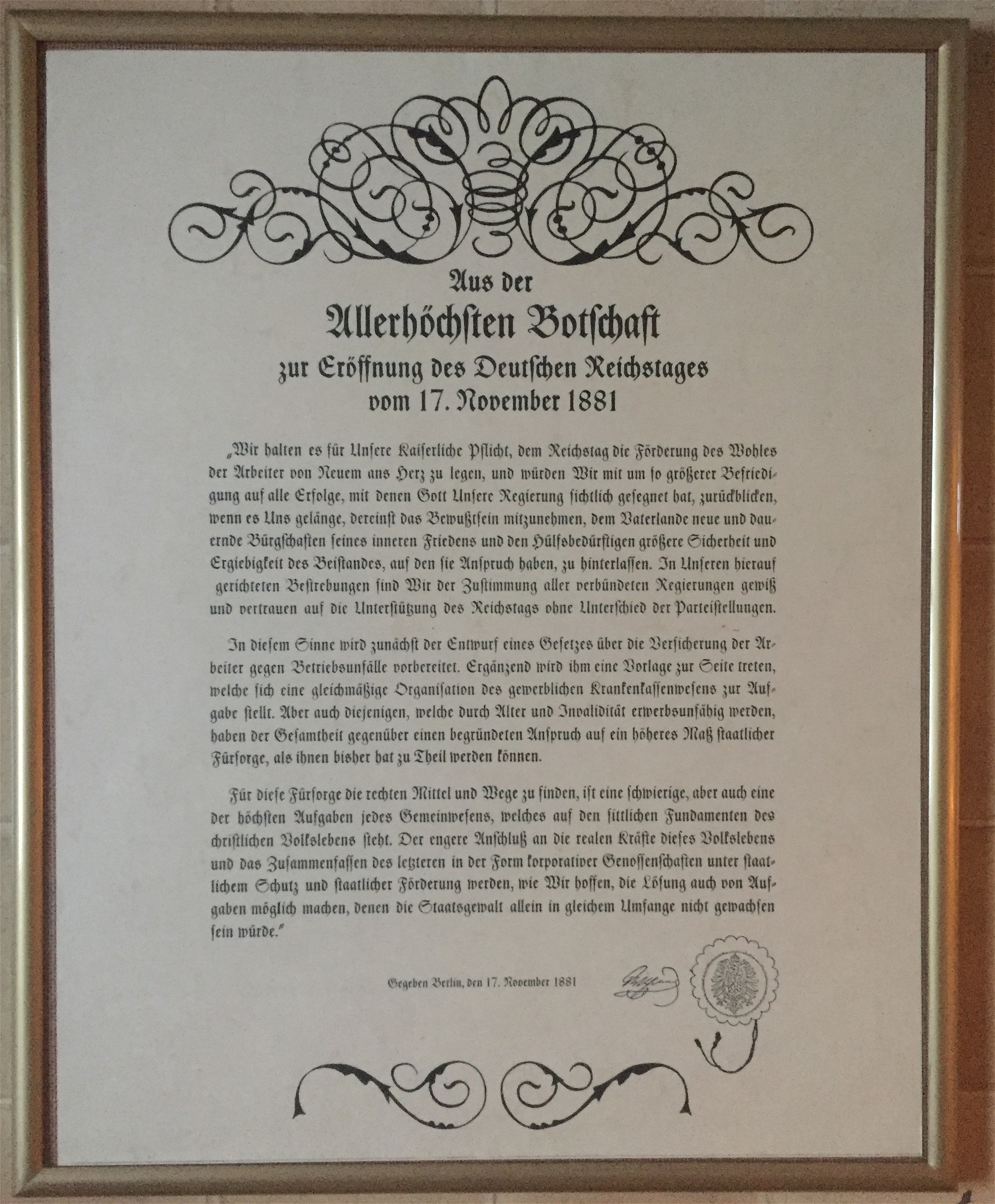
1881: Faksimile der kaiserlichen Botschaft

- 1881: Reichskanzler Bismarck verliest zur Eröffnung des 5. Reichstages eine Kaiserliche Botschaft, welche die deutsche Sozialgesetzgebung einleitet.
- 1905: Auf Druck des Japanischen Kaiserreichs wird der Japan-Korea-Protektoratsvertrag geschlossen, wodurch Korea zum japanischen Protektorat wird.
- 1906: Mit einem Artikel, in dem der Journalist Maximilian Harden dem Liebenberger Kreis schlechte Einflüsse auf den deutschen Kaiser Wilhelm II. vorwirft und auf homoerotische Beziehungen zwischen dessen Mitgliedern anspielt, beginnt die Harden-Eulenburg-Affäre, die sich in den folgenden Jahren zum größten Skandal des deutschen Kaiserreiches auswächst.
- 1917: Das zweite Seegefecht bei Helgoland zwischen dem Deutschen Kaiserreich und Großbritannien während des Ersten Weltkriegs endet unentschieden.
- 1939: In der Sonderaktion Prag schließen die Nationalsozialisten alle Einrichtungen des tschechischen Hochschulwesens im Protektorat Böhmen und Mähren. Die Polizei erschießt neun der Rädelsführerschaft bei Demonstrationen verdächtigte Studenten.
- 1941: Deutsche und sowjetische Truppen beginnen im Deutsch-Sowjetischen Krieg Offensiven in der Schlacht um Rostow.
- 1969: In Helsinki beginnen die SALT-I-Verhandlungen zwischen der Sowjetunion und den USA.
- 1973: Frankreich und Großbritannien unterzeichnen ein Abkommen über Bau und Betrieb eines Tunnels unter dem Ärmelkanal.
- 1973: In Griechenland wird der Aufstand der Studenten des Athener Polytechnikums gegen die herrschende Militärdiktatur blutig niedergeschlagen.
- 1976: Ein offener Brief leitet die Protestwelle von DDR-Kulturschaffenden gegen die Biermann-Ausbürgerung ein.
- 1983: In Chiapas, Mexiko, wird die indigene Guerillaorganisation Ejército Zapatista de Liberación Nacional  (Zapatistische Armee der Nationalen Befreiung) gegründet.

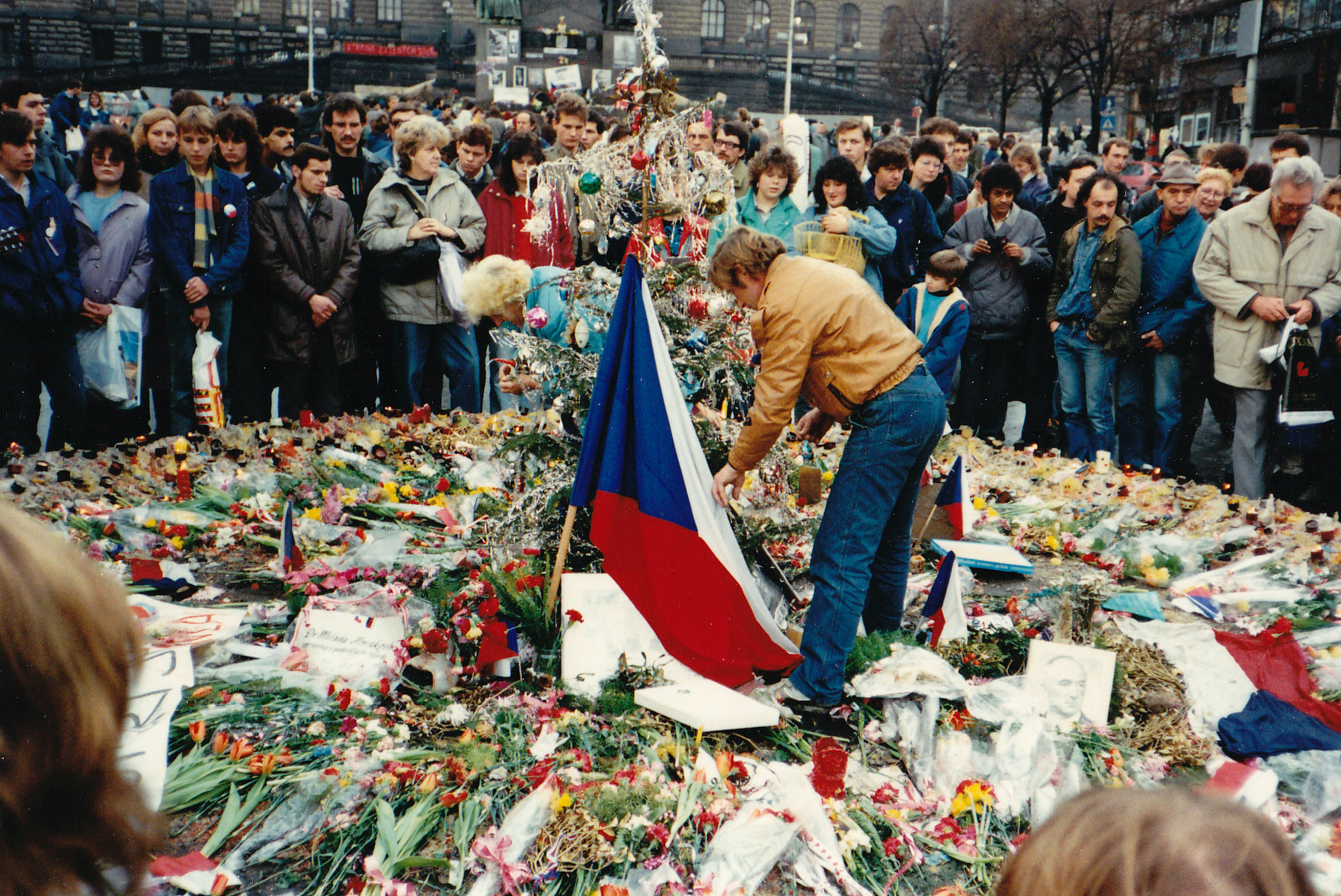
1989: Die Samtene Revolution in Prag

- 1989: In der Tschechoslowakei beginnt die Samtene Revolution mit einer Studentendemonstration in Prag gegen die Politik des Ministerpräsidenten Ladislav Adamec.
- 1989: Das Ministerium für Staatssicherheit in der DDR wird in Amt für Nationale Sicherheit (AfNS) umbenannt. Dessen Leiter wird der bisherige Stellvertreter von Erich Mielke, Wolfgang Schwanitz.

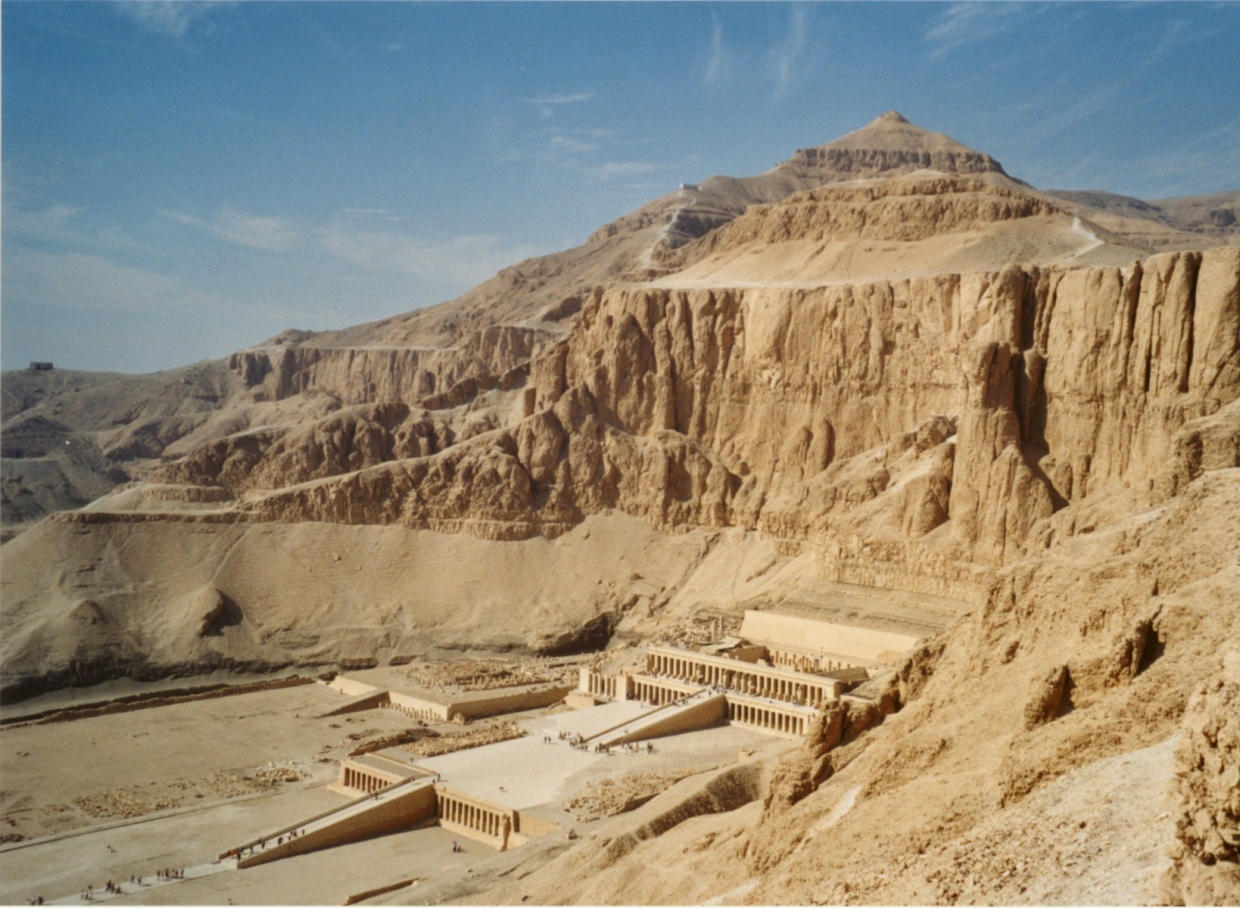
1997: Der Ort der Anschläge in Luxor

- 1997: Bei einem Terroranschlag auf Touristen vor dem Hatschepsut-Tempel in Luxor (Ägypten) kommen 58 Menschen ums Leben.
- 2000: Der peruanische Präsident Alberto Fujimori wird vom Kongress wegen Korruption und Verstößen gegen die Menschenrechte seines Amts enthoben.
- 2002: Italiens Ex-Ministerpräsident Giulio Andreotti wird wegen Mordbeteiligung in Abwesenheit zu 24 Jahren Haft verurteilt.
- 2012: Ernest Koroma wird als Staatspräsident Sierra Leones wiedergewählt.
- 2015: Die Europäische Union stellt wegen der Terroranschläge am 13. November in Paris den Bündnisfall fest.
- 2017: Die irakische Armee meldet die Rückeroberung der Stadt Rawa. Diese war die letzte noch vom IS kontrollierte Stadt im Irak.

### Wirtschaft
- 1846: Carl Zeiss eröffnet in Jena eine feinmechanisch-optische Werkstätte, aus der das gleichnamige Unternehmen erwächst.
- 1962: In Washington wird der Dulles International Airport vom US-Präsidenten John F. Kennedy eröffnet.
- 1970: Der US-amerikanische Erfinder Douglas C. Engelbart erhält ein Patent auf die erste EDV-Maus.
- 1970: Die britische Boulevardzeitung The Sun veröffentlicht erstmals das Bild eines „Page Three girls“. Die sodann täglich erscheinende Aufnahme einer leicht oder nicht bekleideten Frau führt in der Folge zu einer Auflagensteigerung des Blattes um 40 Prozent.
- 1985: Die erste Ausgabe des Hacker-Magazins Phrack erscheint.
- 1986: Die französische Stadtguerillagruppe Action Directe (Kommando Pierre Overney) tötet den Renault-Direktor Georges Besse. Sie sieht in ihm den Hauptverantwortlichen für Massenkündigungen des Automobilherstellers.
- 2004: In den Vereinigten Staaten wird bekanntgegeben, dass die Handelsunternehmen Kmart und Sears, Roebuck & Company zur neuen Sears Holdings Corporation fusionieren wollen.

### Wissenschaft und Technik
- 1804: Durch einen Erlass des Zaren Alexander I. entsteht die Staatliche Universität Kasan im tatarischen Kasan.

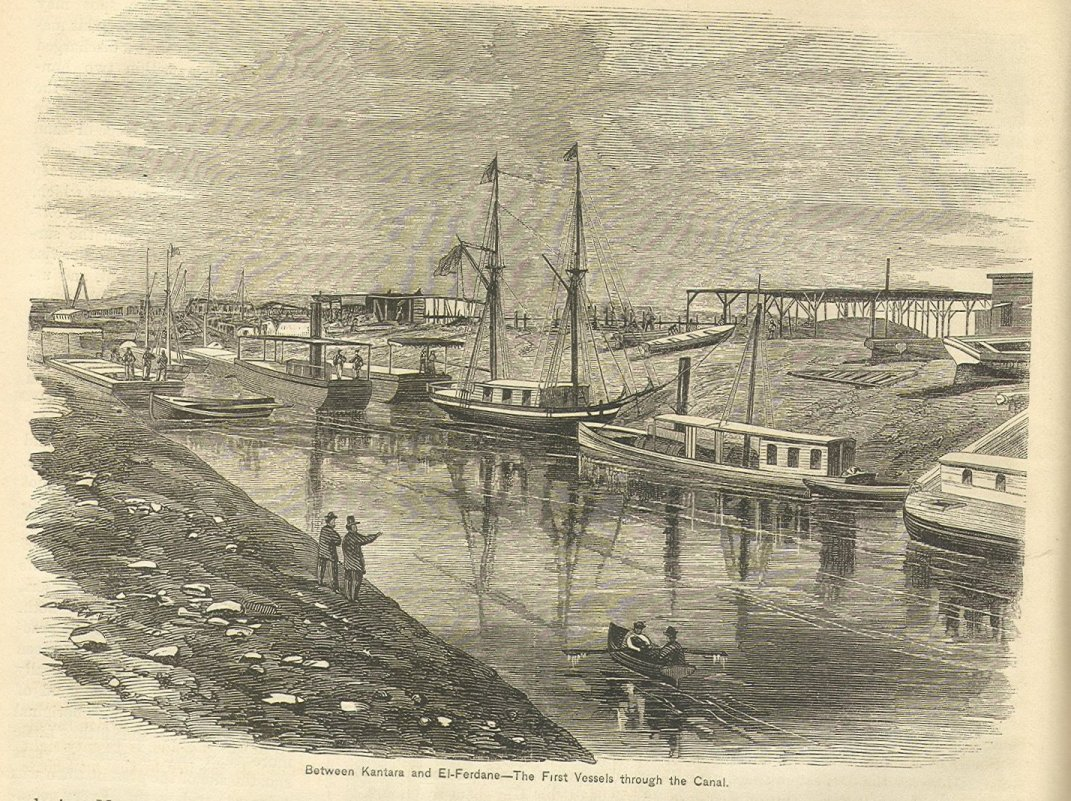
1869: Die ersten Schiffe im Suezkanal

- 1869: Die feierliche Eröffnung des Suezkanals wird vom ägyptischen Vizekönig Ismail Pascha im Beisein zahlreicher europäischer Fürsten vorgenommen.
- 1963: Die welthöchste Pfeilerbrücke (785 m lang, 180 m hoch) wird südlich von Innsbruck in Tirol im Zuge der Freigabe der Brennerautobahn eröffnet und bekommt den Namen Europabrücke.
- 1970: Mit dem Aussetzen von Lunochod 1 durch die Sowjetunion im Mare Imbrium im Rahmen des Luna-Programms beginnt der erste Einsatz eines Mondfahrzeugs.

### Kultur
- 1839: Oberto, Conte di San Bonifacio, Giuseppe Verdis erste Oper, wird am Teatro alla Scala in Mailand uraufgeführt. Obwohl die Oper nach einem Libretto von Antonio Piazza und Temistocle Solera bei der Uraufführung ein Erfolg ist, kann sie sich in den Folgejahren nicht im Opernrepertoire durchsetzen.
- 1840: Das Lustspiel Das Glas Wasser von Eugène Scribe hat seine Uraufführung in Paris.
- 1866: Die Oper Mignon von Ambroise Thomas wird an der Opéra-Comique in Paris uraufgeführt. Das Libretto von Jules Barbier und Michel Carré hat als Vorlage einen kleinen Teil aus dem Roman Wilhelm Meisters Lehrjahre von Johann Wolfgang von Goethe.
- 1903: In Moskau erfolgt die Uraufführung der Oper Mademoiselle Fifi von César Cui.
- 1908: Der Stummfilm Die Ermordung des Herzogs von Guise nach dem Drehbuch von Henri Lavedan hat seine Uraufführung in Frankreich. Er wird als Meilenstein der Filmgeschichte betrachtet, weil erkennbar wird, dass ein Film an Inszenierung und Schauspiel neue Anforderungen stellt und weil er als erster Film mit einer Originalmusik, komponiert von Camille Saint-Saëns, aufwartet.
- 1915: Am Johann Strauß-Theater in Wien wird die Operette Die Csárdásfürstin von Emmerich Kálmán mit dem Libretto von Leo Stein und Bela Jenbach uraufgeführt. Sie wird Kálmáns erfolgreichste Operette.
- 1923: Am Theater an der Wien in Wien wird die Operette Die Perlen der Cleopatra von Oscar Straus nach einem Libretto von Julius Brammer und Alfred Grünwald uraufgeführt. Fritzi Massary, Richard Tauber und Max Pallenberg spielen die Hauptrollen.
- 1959: Radio Luxemburg veranstaltet – orientiert am Sanremo-Festival – erstmals ein Deutsches Schlager-Festival in den Wiesbadener Rhein-Main-Hallen.
- 1978: Auf CBS wird das erste und einzige Mal das Star Wars Holiday Special ausgestrahlt.
- 2000: Niki de Saint Phalle wird zur Ehrenbürgerin der Stadt Hannover ernannt und vermacht aus diesem Anlass 300 ihrer Werke dem dortigen Sprengel-Museum.

### Gesellschaft
- 1957: Bei der Durchsuchung des Farmhauses von Ed Gein im US-Bundesstaat Wisconsin findet die Polizei Leichenteile von mindestens 15 Frauen.
- 1980: Dem FBI gelingt die Festnahme von Gerald und Charlene Gallego, die für den Serienmord an insgesamt zehn Menschen in den vergangenen Monaten aus sexuellen Motiven verantwortlich sind.

### Religion
- 1816: König Friedrich Wilhelm III. von Preußen bestimmt durch Kabinettsorder den Sonntag vor dem 1. Advent zum „allgemeinen Kirchenfest zur Erinnerung an die Verstorbenen“.
- 1875: Mit der Gründung der Theosophischen Gesellschaft in der Mott Memorial Hall, 64 Madison Avenue, in New York City durch Helena Petrovna Blavatsky, Henry Steel Olcott und William Quan Judge und andere beginnt die Geschichte der anglo-indischen Theosophie.

### Katastrophen
- 1874: Bei dem durch ein Feuer an Bord ausgelösten Untergang des britischen Segelschiffs Cospatrick im Südatlantik sterben 467 Menschen. Fünf Überlebende, von denen zwei nach der Rettung sterben, werden nach zehn Tagen gerettet, nachdem sie sich durch Kannibalismus am Leben erhalten haben.

Kleinere Unglücksfälle sind in den Unterartikeln von Katastrophe und in der Liste von Katastrophen aufgeführt.

### Sport
- 1891: In Karlsruhe wird von Walther Bensemann der Fußballverein Karlsruher FV gegründet, welcher 1910 Deutscher Meister wird.
- 1905: In Uerdingen wird der Fußballverein FC Uerdingen 05 gegründet.
- 1993: Die deutsche Fußballnationalmannschaft gewinnt in Köln mit 2:1 gegen Brasilien. Es ist das 104. Länderspiel von Lothar Matthäus, der damit Franz Beckenbauer als Rekord-Nationalspieler des DFB ablöst.
- 1993: Durch ein Tor von Davide Gualtieri geht die san-marinesische Fußballnationalmannschaft nach nur 8 Sekunden in einem WM-Qualifikationsspiel in Bologna gegen England mit 1:0 in Führung. Es handelt sich um das schnellste Tor der Geschichte der Fußball-Weltmeisterschaft. Das Match geht dennoch mit 1:7 für San Marino verloren.
- 1999: Es wird bekannt, dass in zwei Urinproben des deutschen Langstreckenläufers Dieter Baumann Nandrolon gefunden wurde. Die Zahnpastaaffäre setzt ein, denn der Doping bestreitende Sportler belegt das Vorhandensein des Anabolikums in seinen Zahnpastatuben.
- 2001: Lennox Lewis gewinnt seinen Boxkampf und Weltmeistertitel im Schwergewicht gegen Hasim Rahman in Mandalay Bay, Las Vegas, durch k. o.

Einträge von Leichtathletik-Weltrekorden befinden sich unter der jeweiligen Disziplin unter Leichtathletik.

## Geboren

### Vor dem 18. Jahrhundert
- 0009: Vespasian, römischer Kaiser

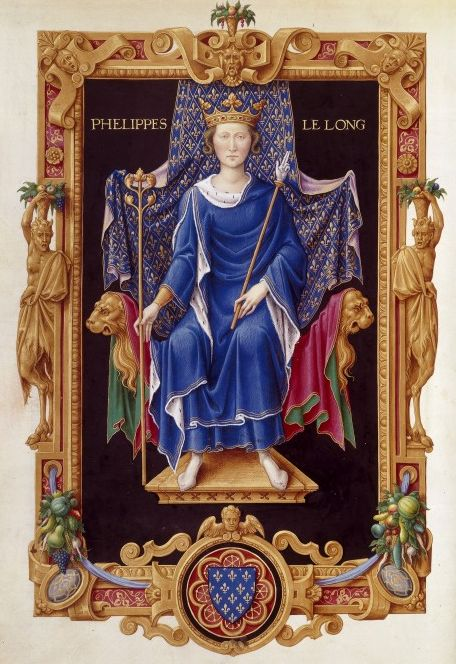
Philipp V. von Frankreich (* 1293)

- 1293: Philipp V., König von Frankreich
- 1492: Simone Pasqua, italienischer Geistlicher, Bischof von Luni und Sarzana, Kardinal
- 1493: John Nevill, 3. Baron Latymer, englischer Adeliger und Politiker
- 1503: Agnolo Bronzino, italienischer Maler
- 1511: Jacob Bording, flämischer Arzt
- 1534: Karl, Fürst von Anhalt
- 1575: Friedrich Balduin, lutherischer Theologe
- 1587: Louis De Geer, niederländischer Kaufmann und Industrieller
- 1587: Joost van den Vondel, niederländischer Dichter und Dramatiker
- 1597: Henry Gellibrand, englischer Astronom
- 1607: Johann Siegmund von Liebenau, sächsischer Offizier
- 1612: Dorgon, chinesischer Regent
- 1612: Pierre Mignard, französischer Maler
- 1627: Johann Georg II., regierender Fürst zu Anhalt-Dessau
- 1629: Giovanni Pietro Tencalla, Tessiner Architekt des Barock
- 1631: Marco d’Aviano, italienischer Ordenspriester und Kapuziner, Berater Kaiser Leopolds I., päpstlicher Legat
- 1631: Ludwig Gebhard von Hoym, königlich-polnischer und kursächsischer Geheimer Rat
- 1665: Carlo Colonna, Kardinal der Römischen Kirche
- 1666: Francisco Fernández de la Cueva Enríquez, spanischer Kolonialverwalter, Vizekönig von Neuspanien
- 1666: Benedetto Luti, italienischer Maler
- 1690: Noël-Nicolas Coypel, französischer Maler

### 18. Jahrhundert
- 1705: Karl Georg Friedrich von Flemming, sächsischer Diplomat, Offizier und Politiker
- 1715: Oswald von Hohenzollern-Sigmaringen, Domherr in Köln
- 1715: Danvers Osborn, 3. Baronet, britischer Adeliger
- 1719: Marie Marguerite Bihéron, französische Künstlerin, Zeichnerin und Bildnerin von anatomischen Wachspräparaten
- 1728: Nikolaus Ambrosi, italienischer Bildhauer
- 1729: Maria Antonia von Spanien, Königin von Sardinien-Piemont
- 1729: Gotthilf Traugott Zachariae, deutscher Theologe und Hochschullehrer
- 1731: Andreas Nitsche, sorbischer Reisender und Gelehrter
- 1738: Alexander Wilhelm von Arnim, preußischer Offizier
- 1746: Ludwig Wilhelm Alexander von Hövel, badischer Politiker, mehrfacher Minister
- 1747: Carsten Anker, norwegischer Industrieller und Diplomat
- 1747: Franz Samuel Karpe, österreichischer Philosoph und Hochschullehrer
- 1749: Nicolas Appert, französischer Erfinder
- 1749: Johann Erich Biester, deutscher Philosoph
- 1751: Johann Michael Sailer, deutscher Theologe, Titularbischof von Germanicopolis, Bischof von Regensburg
- 1752: Caspar Voght, deutscher Kaufmann und Sozialreformer
- 1753: Francesc Antoni de la Dueña y Cisneros, spanischer Geistlicher, Bischof von Urgell
- 1755: Ludwig XVIII., französischer König
- 1761: Albert Friedrich Bach, deutscher Kommunalpolitiker
- 1764: Return Jonathan Meigs Jr., US-amerikanischer Politiker, Gouverneur von Ohio, Postminister
- 1765: Jacques MacDonald, französischer Marschall des Empire
- 1767: Asa Adgate, US-amerikanischer Jurist und Politiker, Mitglied des Repräsentantenhauses
- 1767: Christoph Wilhelm Zuckermandel, deutscher Schneider und Mathematiker
- 1771: Leopold Ackermann, österreichischer Theologe
- 1773: Mihály Csokonai Vitéz, ungarischer Dichter
- 1774: Pierre Alexandre le Camus, französischer Politiker, Günstling von Jérôme von Westphalen
- 1775: Daniel Amadeus Neander, deutscher Theologe, Bischof von Berlin
- 1777ː Wilhelmine Witte, deutsche Astronomin, die das erste Präzisionsmodell der Oberfläche des Mondes herstellte

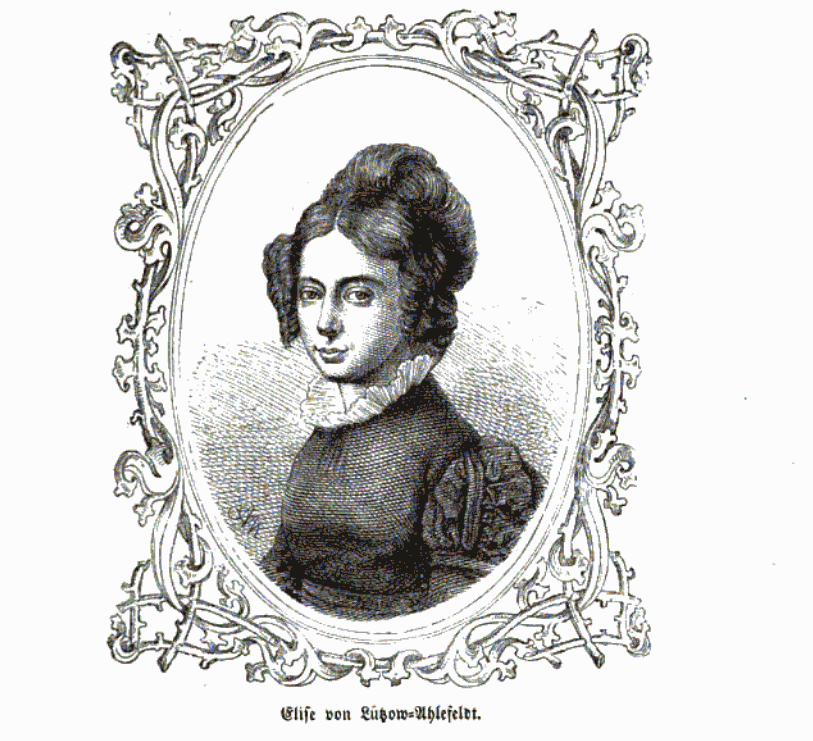
Elisa von Ahlefeldt (* 1788)

- 1782: Conrad Graf, deutsch-österreichischer Klavierbauer
- 1787: Karl von Canitz und Dallwitz, preußischer Offizier und Staatsmann
- 1787: Michele Carafa, italienischer Opern-Komponist
- 1788: Elisa von Ahlefeldt, deutsch-dänische Edelfrau
- 1790: August Ferdinand Möbius, deutscher Mathematiker und Astronom
- 1790: João Carlos de Saldanha Oliveira e Daun, portugiesischer Offizier und Staatsmann, mehrfacher Premierminister
- 1800: Achille Fould, französischer Bankier und Staatsmann, Minister
- 1800: Louis Schlösser, deutscher Komponist und Konzertvirtuose
- 1800: Christian Zetlitz Bretteville, norwegischer Politiker, Minister, Ministerpräsident

### 19. Jahrhundert

#### 1801–1850

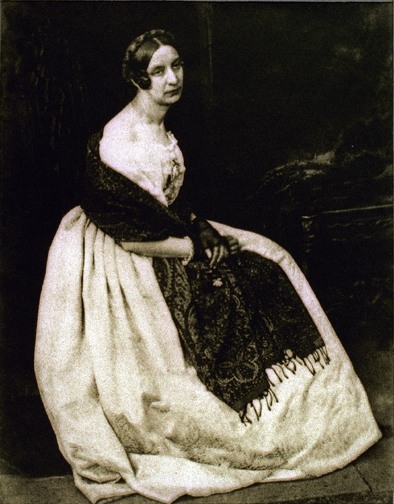
Elizabeth Eastlake (* 1809)

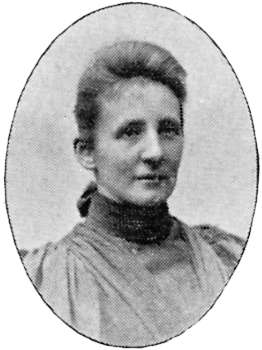
Charlotte Wahlström (* 1849)

- 1801: Sherlock James Andrews, US-amerikanischer Jurist und Politiker, Mitglied des Repräsentantenhauses
- 1801: Eduard Gurk, österreichischer Maler
- 1809ː Elizabeth Eastlake, englische Kunstkritikerin und Schriftstellerin
- 1809: Nicolay Ahlmann, deutscher Politiker, MdR
- 1812: Peter Wilhelm Friedrich von Voigtländer, deutsch-österreichischer Unternehmer, Optiker und Fotopionier
- 1816: Franz Julius Anders, deutscher Stenograf
- 1824: Ernst Leybold, deutscher Unternehmer, Pionier der Vakuumtechnik
- 1828: Yung Wing, chinesischer Diplomat
- 1834: Hugo Knorr, deutscher Maler
- 1835: William Arnold Anthony, US-amerikanischer Physiker
- 1835: Andrew L. Harris, US-amerikanischer Politiker, Gouverneur von Ohio
- 1836: Franz Brümmer, deutscher Lehrer und Lexikograph
- 1842: Julius Pohlig, deutscher Ingenieur und Unternehmer, Pionier im Seilbahnbau
- 1844: Marie Kahle-Kessler, deutsche Schauspielerin
- 1845: Alexis zu Bentheim und Steinfurt, deutscher Standesherr und preußischer Generalleutnant, MdL
- 1846: Georg von Schuh, deutscher Jurist und Politiker, MdL, Erster Bürgermeister von Erlangen und Nürnberg
- 1849ː Charlotte Wahlström, schwedische Malerin
- 1850: Friedrich Weigle, deutscher Orgelbauer
- 1850: Friedrich Hermann Wölfert, deutscher Verleger und Luftfahrtpionier

#### 1851–1900

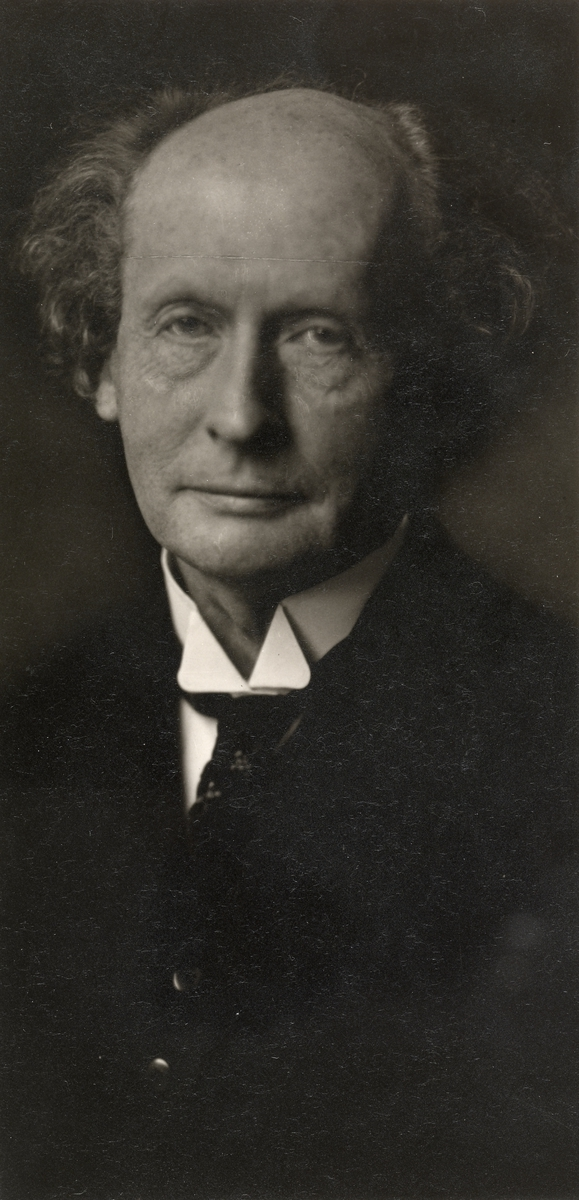
Gerhard Schjelderup (* 1859)

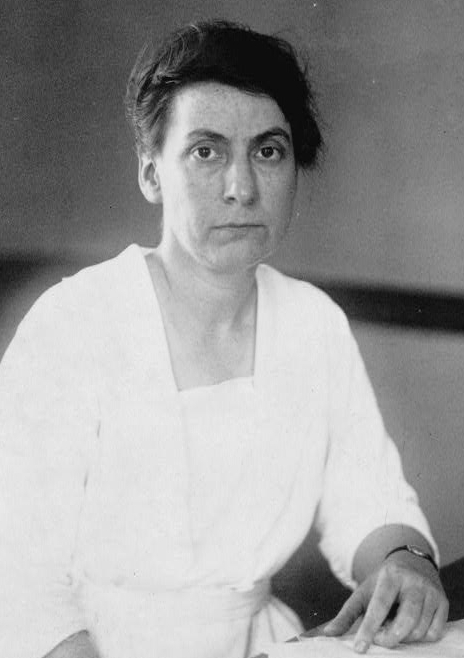
Grace Abbott (* 1878)

- 1853: Heinrich Leithäuser, deutscher Ingenieur
- 1859: Edmund Hauler, österreichischer Altphilologe
- 1859: Gerhard Schjelderup, norwegischer Komponist
- 1861: Archibald Lampman, kanadischer Lyriker
- 1862: Karl Angermayer, österreichischer Politiker, LAbg
- 1865: Nicolaus Bachmann, deutscher Maler und Bildhauer
- 1866: Voltairine de Cleyre, US-amerikanische Anarchistin
- 1867: Anna Feldhusen, deutsche Malerin und Radiererin
- 1868: Korbinian Brodmann, deutscher Neuroanatom und Psychiater
- 1868: Therese Paris, deutsche Autorin
- 1873ː Gisela Rottonara, österreichische Malerin, Opfer des Holocaust
- 1876: Paul Levy, deutscher Maschinenbauingenieur und Eisenbahner, Opfer des Holocaust
- 1876: Ernst Pfuhl, deutscher Archäologe
- 1876: August Sander, deutscher Fotograf
- 1876ː Clarence Wilson, US-amerikanischer Schauspieler
- 1878: Grace Abbott, US-amerikanische Sozialreformerin, Kinderrechtlerin und Hochschullehrerin
- 1878: Berta Lask (Pseudonym „Gerhard Wieland“), deutsche Dichterin, Theaterautorin und Journalistin
- 1878: George MacFarlane, US-amerikanischer Sänger und Schauspieler
- 1881: Nazzareno De Angelis, italienischer Opernsänger
- 1881: Julius Christiaan van Oven, niederländischer Rechtswissenschaftler und Politiker, Minister
- 1881: Walter Waentig, deutscher Maler, Grafiker und Naturschützer
- 1882: Germaine Dulac, französische Filmregisseurin
- 1882: Maurice Germot, französischer Tennisspieler
- 1883: Henk Robijns, niederländischer Karambolagespieler, Weltmeister
- 1885: George Simonis, rumänischer Komponist und Musikpädagoge
- 1885: Otto Trieloff, deutscher Leichtathlet, Olympiamedaillengewinner
- 1886: Ferdinand Friedensburg, deutscher Politiker, Oberbürgermeister von Berlin, MdB, MdEP
- 1886: Hans Schlange-Schöningen, deutscher Politiker, MdL, MdR, Reichsminister
- 1887: Ernst August, letzter regierender Herzog von Braunschweig
- 1887: Anna Martin, Schweizer Frauenrechtlerin
- 1887: Bernard Montgomery, britischer Feldmarschall
- 1888: Curt Goetz, deutsch-schweizerischer Schriftsteller und Schauspieler
- 1889: Murata Shūgyo, japanischer Lyriker
- 1890: Jean Édouard Andreau, französischer Ingenieur und Aerodynamiker
- 1890: Alfred Hanf, deutscher Maler, Graphiker und Gebrauchsgraphiker
- 1892: Max Deutsch, französischer Komponist, Dirigent und Musikpädagoge
- 1893: Max Barthel, deutscher Schriftsteller
- 1893: Georg Pahl, deutscher Schauspieler und Hörspielsprecher
- 1894: Norman Black, britischer Autorennfahrer
- 1895: Michail Michailowitsch Bachtin, russischer Literaturwissenschaftler und Kunsttheoretiker
- 1895: Hermann Gretsch, deutscher Gestalter
- 1896: Friedrich Middelhauve, deutscher Politiker und Verleger, MdL, Landesminister, MdB
- 1896: Lew Semjonowitsch Wygotski, sowjetischer Psychologe
- 1897: Wolfgang Abshagen, deutscher Offizier
- 1899: Roger Vitrac, französischer Dramatiker und Surrealist
- 1899: Friedrich Vordemberge-Gildewart, deutscher Maler
- 1900: Maurice Baumer, britischer Autorennfahrer
- 1900: Otto Kahn-Freund, deutscher Jurist und Widerstandskämpfer

### 20. Jahrhundert

#### 1901–1925

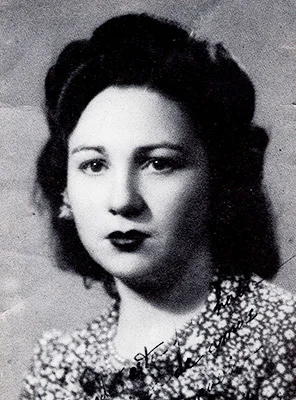
Ángeles Flórez Peón (* 1918)

- 1901: Raymond Chevreuille, belgischer Komponist
- 1901: Walter Hallstein, deutscher Jurist und Politiker, erster Vorsitzende der Europäischen Kommission
- 1901: Iwan Pyrjew, sowjetischer Filmregisseur
- 1901: Lee Strasberg, österreichisch-ungarisch-US-amerikanischer Schauspieler und Schauspiellehrer, Mitbegründer des Group Theatre
- 1901ː Maria von der Osten-Sacken, deutsche Schriftstellerin und Drehbuchautorin
- 1902: Eugene Paul Wigner, ungarisch-US-amerikanischer Physiker
- 1903: Nicolaas Diederichs, südafrikanischer Politiker, Staatspräsident
- 1903: Joseph Kaminski, polnisch-israelischer Komponist und Violinist
- 1904: Paul Chaudet, Schweizer Politiker
- 1904: Isamu Noguchi, US-amerikanischer Bildhauer und Designer
- 1905: Mischa Auer, US-amerikanischer Film- und Theaterschauspieler
- 1905: Astrid von Schweden, Königin der Belgier
- 1906: Sōichirō Honda, japanischer Unternehmer
- 1907: Israel Regardie, britischer Okkultist, Magier, Psychoanalytiker und Reichianer
- 1908: Manuela Ballester, spanische Künstlerin und Kommunistin
- 1908: Pietro Sernagiotto, brasilianisch-italienischer Fußballspieler
- 1908: Günter Stempel, deutscher Politiker, Abgeordneter der Volkskammer
- 1910: Jacqueline Lamba, französische Malerin
- 1911: Heli Finkenzeller, deutsche Schauspielerin
- 1911: William Tannen, US-amerikanischer Film- und Theaterschauspieler
- 1912: Erhart Krumpholz, deutscher Motorradrennfahrer
- 1913: Aleksander Bardini, polnischer Schauspieler und Regisseur
- 1913: Erika Dunkelmann, deutsche Schauspielerin
- 1913: Hellmut Kalbitzer, deutscher Politiker und Widerstandskämpfer gegen den Nationalsozialismus, MdHB, MdB, MdEP
- 1913: Christiane Desroches Noblecourt, französische Ägyptologin
- 1914: Christa Johannsen, deutsche Schriftstellerin
- 1916: Shelby Foote, US-amerikanischer Schriftsteller und Historiker
- 1916: George Silk, neuseeländischer Fotograf
- 1917: Ruth Aaronson Bari, US-amerikanische Mathematikerin
- 1918: Jeannie Ebner, österreichische Schriftstellerin und Übersetzerin
- 1918ː Ángeles Flórez Peón, spanische Militärin, Politikerin, Krankenpflegerin und Aktivistin
- 1918: Anatoli Garšnek, estnischer Komponist
- 1920: Camillo Felgen, Luxemburger Sänger und Schauspieler
- 1920: Ellis Kaut, deutsche Kinderbuchautorin
- 1920: Hans Putz, österreichischer Schauspieler
- 1921: Albert Bertelsen, dänischer Maler
- 1921: Ursula Schultze-Bluhm, deutsche Malerin
- 1921: Warren Tallman, US-amerikanischer Literaturwissenschaftler
- 1922: Stanley Cohen, US-amerikanischer Biochemiker
- 1922: Gert Tiedtke, deutscher Karambolagespieler, mehrfacher deutscher Meister im Kunststoß
- 1923: Alexander Adrion, deutscher Zauberkünstler
- 1923: Hubertus Brandenburg, deutscher Geistlicher, Bischof von Stockholm
- 1923: Horst Michael Neutze, deutscher Schauspieler
- 1925ː Mari Aldon, litauisch-US-amerikanische Filmschauspielerin
- 1925: Siluvaimathu Teresanathan Amalnather, indischer Geistlicher, Bischof von Tuticorin
- 1925: Rock Hudson, US-amerikanischer Schauspieler
- 1925ː Eleonore Kleiber, deutsche Kostümbildnerin
- 1925: Charles Mackerras, australischer Dirigent
- 1925: Günter Naumann, deutscher Schauspieler
- 1925: Horst Naumann, deutscher Schauspieler

#### 1926–1950
- 1926: Mohamed Diab al-Attar, ägyptischer Fußballspieler und -schiedsrichter
- 1927: Walter Halbritter, deutscher Politiker, Minister in der DDR, Abgeordneter der Volkskammer
- 1928: Armand Pierre Fernandez, französisch-US-amerikanischer Objektkünstler
- 1928: Friedrich Prinz, deutscher Historiker
- 1929: Elmer H. Antonsen, US-amerikanischer Linguist und Runologe
- 1929: Charles Kálmán, österreichischer Komponist
- 1929: Jimmy Reece, US-amerikanischer Autorennfahrer
- 1929: Werner Schürmann, deutscher Bildhauer und Bariton
- 1930: David Werner Amram, US-amerikanischer Jazzmusiker und Komponist
- 1930: Sue Marx, US-amerikanische Filmregisseurin und Produzentin
- 1930: Joan Maxwell, kanadische Sängerin und Musikpädagogin
- 1930: Karl Merkatz, österreichischer Schauspieler
- 1930: Giò Pomodoro, italienischer Bildhauer und Architekt
- 1931: Robert Bober, französischer Produzent und Schriftsteller, Dokumentarfilmer und Filmemacher
- 1934: David Sackett, kanadischer Mediziner, Pionier der evidenzbasierten Medizin
- 1935: Álvaro Cassuto, portugiesischer Dirigent und Komponist
- 1935: Toni Sailer, österreichischer Skirennläufer und Schauspieler, mehrfacher Olympiasieger
- 1935: Audrey Thomas, kanadische Schriftstellerin
- 1936: Frédy Girardet, Schweizer Koch

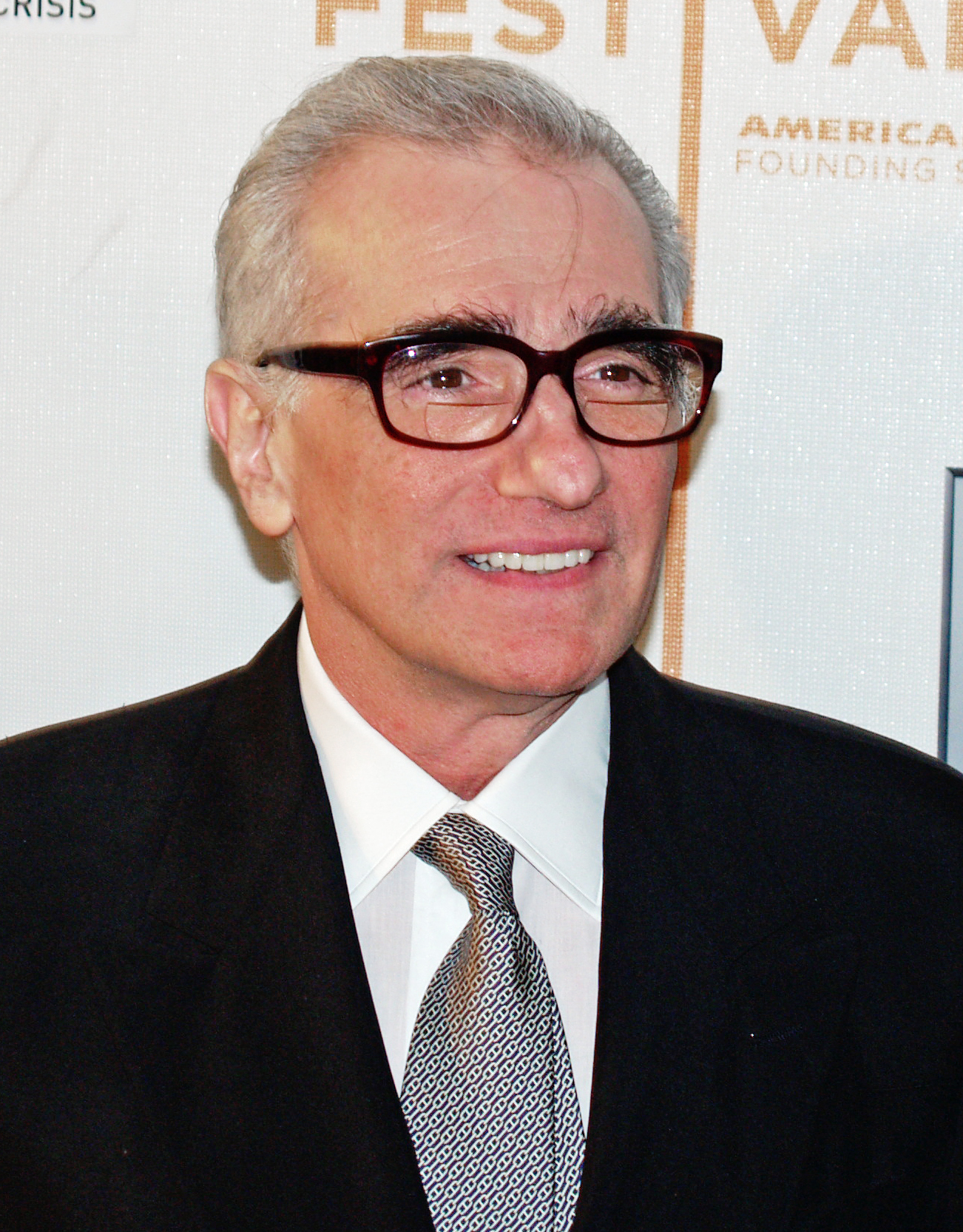
Martin Scorsese (* 1942)

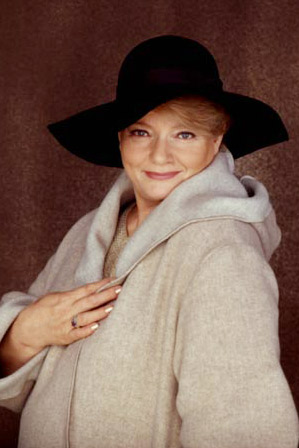
Anna Seniuk (* 1942)

- 1937: Peter Cook, britischer Komiker und Autor
- 1938: Juan Azúa, chilenischer Dirigent
- 1938: Heinz Fuhrmann, deutscher Wirtschaftsingenieur und Politiker, MdL
- 1938: Gordon Lightfoot, kanadischer Musiker, Sänger und Songschreiber
- 1939: Chris Craft, britischer Autorennfahrer
- 1940: Jurgis Aušra, litauischer Manager und Politiker
- 1940: Rudolf Dreßler, deutscher Politiker und Diplomat, MdB, Parlamentarischer Staatssekretär, Botschafter in Israel
- 1942: Bob Gaudio, US-amerikanischer Musiker und Songschreiber
- 1942: Martin Scorsese, US-amerikanischer Regisseur
- 1942: Anna Seniuk, polnische Schauspielerin
- 1943: Herbert Adamec, österreichischer Schauspieler und Regisseur
- 1943: Lauren Hutton, US-amerikanische Schauspielerin
- 1943: Axel Schultes, deutscher Architekt und Stadtplaner
- 1944: Gene Clark, US-amerikanischer Musiker, Sänger und Songschreiber
- 1944: Danny DeVito, US-amerikanischer Schauspieler
- 1944: Rem Koolhaas, niederländischer Architekt
- 1944: Hagen Müller, deutscher Gewerkschaftsfunktionär und Politiker, MdL
- 1945: Jeremy Hanley, britischer Politiker, Minister
- 1945: Roland Joffé, britischer Regisseur
- 1945: Damien Magee, nordirischer Autorennfahrer
- 1946: Martin Barre, britischer Rock-Musiker (Jethro Tull)
- 1946: Terry E. Branstad, US-amerikanischer Politiker, Gouverneur von Iowa, Botschafter in der Volksrepublik China
- 1947: Sigrid Noack, deutsche Malerin und Grafikerin
- 1947: Alfred Dagenbach, deutscher Politiker, MdL
- 1948: Eliseo Antonio Ariotti, italienischer Geistlicher, Apostolischen Nuntius in Äquatorialguinea und Paraguay
- 1948: Howard Dean, US-amerikanischer Politiker, Gouverneur von Vermont
- 1948: Tom Wolf, US-amerikanischer Politiker, Gouverneur von Pennsylvania
- 1949: Jon Avnet, US-amerikanischer Regisseur und Filmproduzent
- 1949: Thomas Hill, US-amerikanischer Hürdensprinter, Olympiamedaillengewinner
- 1950: Adalbert Durrer, Schweizer Politiker, Nationalrat
- 1950: Roland Matthes, deutscher Schwimmer, mehrfacher Olympiasieger und Weltmeister
- 1950: Carlo Verdone, italienischer Schauspieler und Regisseur

#### 1951–1975

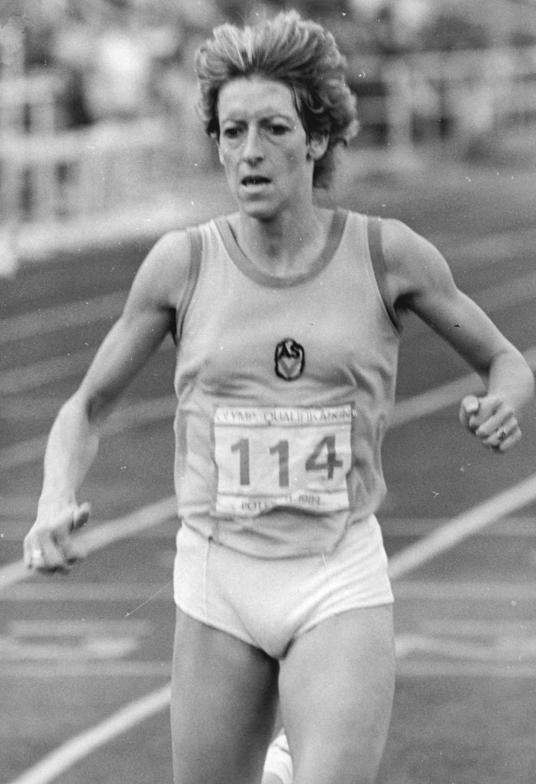
Ulrike Bruns (* 1953)

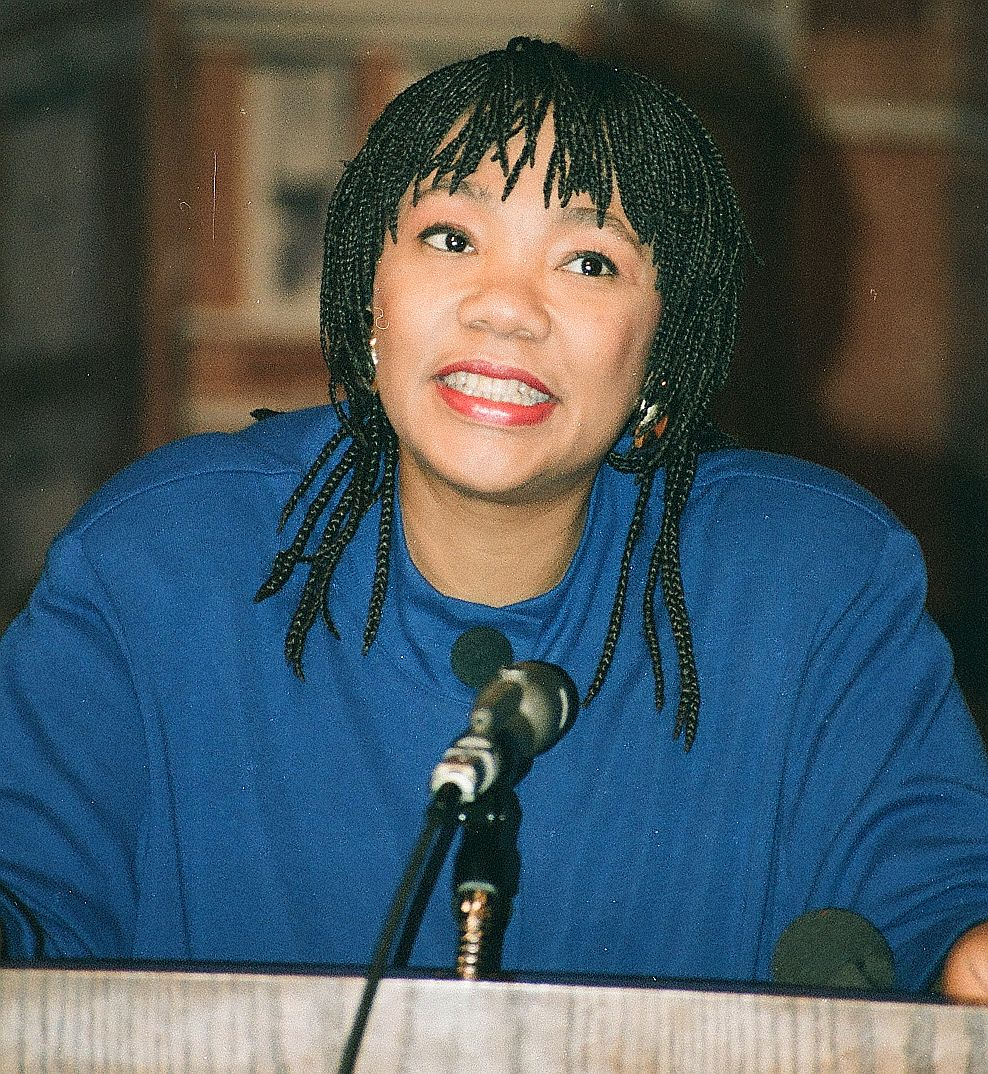
Yolanda King (* 1955)

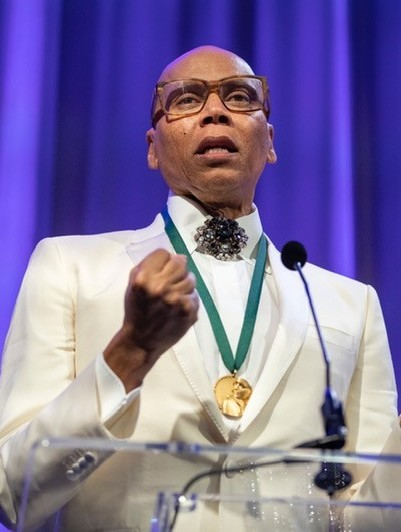
RuPaul (* 1960)

- 1951: Lorenzo Ferrero, italienischer Komponist, Librettist und Autor
- 1951: Werner Hoyer, deutscher Politiker, Präsident der Europäischen Investitionsbank
- 1951: Lucía Huergo, kubanische Komponistin, Musikproduzentin, Arrangeurin und Multiinstrumentalistin
- 1951: Enrique Rodríguez (Boxer), spanischer Boxer
- 1951: Willi Stächele, deutscher Politiker
- 1951: Lazarus You Heung-sik, südkoreanischer Bischof und Kardinal
- 1952: Ernst-Michael von Abercron, deutscher Politiker
- 1952: Christopher Butterfield, Komponist, Musikpädagoge, Performancekünstler und Rockgitarrist
- 1952: Hubert von Goisern, österreichischer Musiker und Sänger
- 1952: Ties Kruize, niederländischer Hockeyspieler
- 1952: Cyril Ramaphosa, südafrikanischer Politiker und seit 2018 amtierender Präsident der Republik Südafrika
- 1952: Marion Tietz, deutsche Handballspielerin
- 1953: Ulrike Bruns, deutsche Leichtathletin und Olympiamedaillengewinnerin
- 1954ː Catherine Furet, französische Architektin, die sich auf den sozialen Wohnungsbau spezialisiert hat
- 1955: Patrick Achi, ivorischer Politiker
- 1955: Karl Augschöll, österreichischer Jazzmusiker
- 1955: Yolanda King, US-amerikanische Bürgerrechtlerin und Schauspielerin, Tochter von Martin Luther King
- 1955ː Amanda Levete, preisgekrönte und international anerkannte britische Architektin
- 1955: Gerhard Lütkens, deutscher Politiker
- 1956: Angelika Machinek, deutsche Segelfliegerin
- 1957: Jan Bucher, US-amerikanische Freestyle-Skierin
- 1957: Claus Kühnl, deutscher Komponist
- 1957: Dani Levy, Schweizer Schauspieler, Drehbuchautor und Regisseur
- 1958: Susanne Gerdom, deutsche Science-Fiction-Autorin
- 1958: Mary Elizabeth Mastrantonio, US-amerikanische Schauspielerin
- 1958: Rodolfo Stroeter, brasilianischer Bassist und Komponist
- 1958: Jean-Louis Tournadre, französischer Motorradrennfahrer
- 1959: Thomas Allofs, deutscher Fußballspieler
- 1959: William R. Moses, US-amerikanischer Schauspieler
- 1959: Martin Stingl, österreichischer Kameramann
- 1960: Uwe Hassbecker, deutscher Gitarrist
- 1960: RuPaul, US-amerikanischer Schauspieler, Sänger, Songschreiber und Drag Queen
- 1960: Petrik Sander, deutscher Fußballspieler und -trainer
- 1960: Frank Spotnitz, US-amerikanischer Drehbuchautor, Fernsehproduzent und -regisseur sowie Showrunner
- 1961: Helmut Bradl, deutscher Motorradrennfahrer
- 1961: Chanda Kochhar, indische Bankerin
- 1961: Wolfram Wuttke, deutscher Fußballspieler
- 1964: Ralph Garman, US-amerikanischer Schauspieler
- 1964: Susan E. Rice, US-amerikanische Politikerin
- 1965: Stefan Kiefer, deutscher Motorradrennfahrer und Teamchef
- 1966: Jeff Buckley, US-amerikanischer Singer-Songwriter und Gitarrist
- 1966: Richard Fortus, US-amerikanischer Gitarrist
- 1966: Daisy Fuentes, US-amerikanische Moderatorin, Model und Schauspielerin

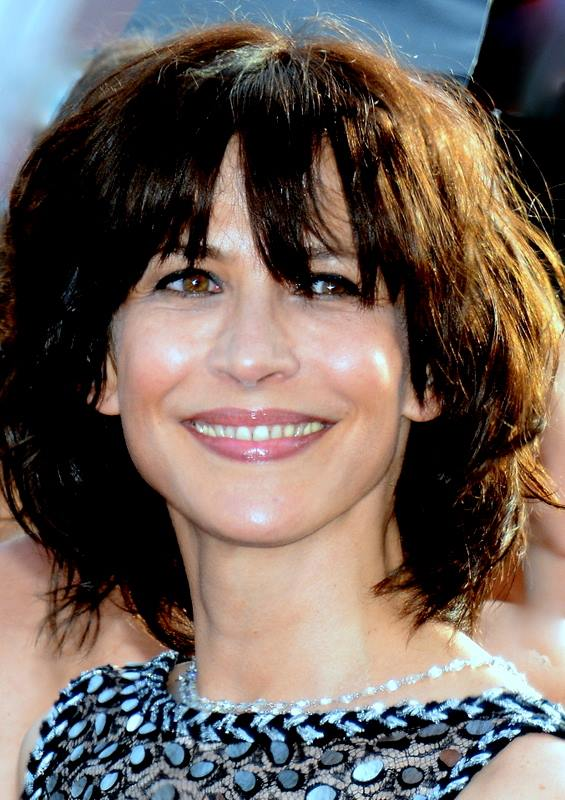
Sophie Marceau (* 1966)

- 1966: Sophie Marceau, französische Schauspielerin
- 1967: Michael Andrews, US-amerikanischer Musiker und Filmmusikkomponist
- 1967: David Kadel, Fernsehmoderator, Kabarettist und Regisseur
- 1967: Kim Yong-sik, nordkoreanischer Ringer
- 1967: Andreas Rieke, deutscher Produzent und Soundtüftler (Die Fantastischen Vier)
- 1967: Domenico Schiattarella, italienischer Automobilrennfahrer
- 1968: André Simonazzi, Schweizer Vizekanzler und Bundesratssprecher
- 1968: Vlado Šola, kroatischer Handballspieler und -trainer
- 1970: Antonino Asta, italienischer Fußballspieler und -trainer
- 1970: Hans-Jürgen Goßner, deutscher Politiker
- 1970: Silvana Koch-Mehrin, deutsche Politikerin und Unternehmensberaterin, MdEP
- 1971: Tərlan Əhmədov, aserbaidschanischer Fußballspieler
- 1971: Michael Adams, englischer Schachgroßmeister
- 1972: Kimya Dawson, US-amerikanische Sängerin
- 1972: Julian Gillesberger, österreichischer Bratschist
- 1973: Bernd Schneider, deutscher Fußballspieler
- 1974: Leslie Bibb, US-amerikanische Schauspielerin und Fotomodell
- 1974: Aldo Gonzalez, US-amerikanischer Schauspieler
- 1975: Anders Anundsen, norwegischer Politiker
- 1975: Oliver Auspitz, österreichischer Filmproduzent

#### 1976–2000
- 1976: Jacqueline Aguilera Marcano, venezolanisches Model
- 1976: Beate Bille, dänische Schauspielerin
- 1976: Brandon Call, US-amerikanischer Schauspieler
- 1976: Stefan Lampadius, deutscher Schauspieler und Filmemacher
- 1976: Diane Neal, US-amerikanische Schauspielerin
- 1976: Ervin Skela, albanischer Fußballspieler
- 1976: Mike Terranova, italienischer Fußballspieler
- 1977: Anne Weinknecht, deutsche Schauspielerin
- 1978: Echendu Adiele, deutscher Fußballspieler
- 1978: Zoë Bell, neuseeländische Stuntfrau und Schauspielerin
- 1978: Hadhari Djaffar, komorischer Sprinter
- 1978: Tom Ellis, britischer Schauspieler

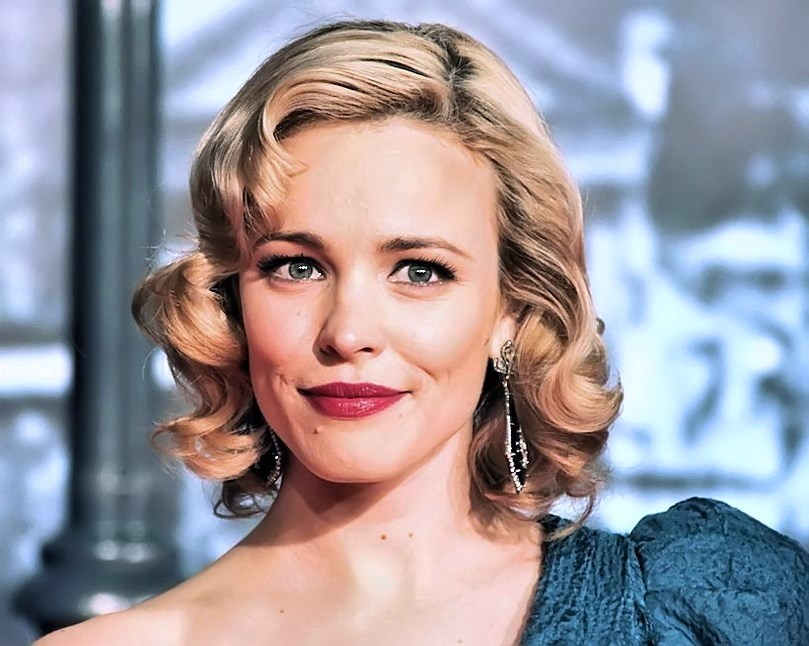
Rachel McAdams (* 1978)

- 1978: Rachel McAdams, kanadische Schauspielerin
- 1978: Tobias Schellenberg, deutscher Wasserspringer
- 1979: Mikel Astarloza Chaurreau, spanischer Radrennfahrer
- 1980: Santo Anzà, italienischer Radrennfahrer
- 1980: Franky Kubrick, deutscher Rapper
- 1981: Anna Bornhoff, deutsche Fußballspielerin
- 1981: Park Mi-young, südkoreanische Tischtennisspielerin
- 1983: Viva Bianca, australische Schauspielerin
- 1983: Alessio Bolognani, italienischer Skispringer
- 1983: Kateřina Emmons, tschechische Sportschützin
- 1983: Jodie Henry, australische Schwimmerin
- 1983: Harry Lloyd, britischer Schauspieler
- 1983: Christopher Paolini, US-amerikanischer Autor
- 1984: Park Han-byul, südkoreanische Schauspielerin
- 1984: Mattias Sereinig, österreichischer Fußballspieler
- 1985: Fikri El Haj Ali, deutscher Fußballspieler
- 1985: Claudia Lenzi, Schweizer Schauspielerin
- 1986: Florian Klein, österreichischer Fußballspieler
- 1986: Nani, portugiesisch-kapverdischer Fußballspieler
- 1988: Eric Lichaj, US-amerikanischer Fußballspieler
- 1988: Eric Nam, koreanisch-US-amerikanischer Sänger und Schauspieler
- 1988: Gabriel da Silva, Schweizer Schauspieler
- 1990: Camille Pépin, französische Komponistin
- 1991: Gale Agbossoumonde, togoisch-US-amerikanischer Fußballspieler
- 1991: Alessandra Patelli, italienische Ruderin
- 1993: Ryan Edwards, australischer Fußballspieler
- 1994: AJ Ginnis, griechisch-US-amerikanischer Skirennläufer
- 1994: Benno Schmitz, deutscher Fußballspieler
- 1995: Elise Mertens, belgische Tennisspielerin
- 1997: Dragan Bender, kroatischer Basketballspieler
- 1997: Matt Hennessy, US-amerikanischer American-Football-Spieler
- 1997: Maximilian Pronitschew, russisch-deutscher Fußballspieler
- 1997: Julian Ryerson, norwegischer Fußballspieler
- 1998: Mathieu Burgaudeau, französischer Radrennfahrer
- 1998: Kara Hayward, US-amerikanische Schauspielerin
- 1999: Azroy Anuar, malaysischer Motorradrennfahrer
- 1999: Tobias Bayer, österreichischer Radrennfahrer

## Gestorben

### Vor dem 17. Jahrhundert
- 0375: Valentinian I., weströmischer Kaiser
- 0474: Leo II., oströmischer Kaiser
- 0498: Anastasius II., Papst
- 0594: Gregor von Tours, Historiker und christlicher Heiliger
- 0641: Jomei, Kaiser von Japan
- 0680: Hilda von Whitby, Heilige, Äbtissin und Klostergründerin
- 0885: Liutgard von Sachsen, ostfränkische Königin
- 1099: Udalrich I., Bischof von Eichstätt
- 1104: Nikephoros Melissenos, byzantinischer General, Gegenkaiser und Kaisar
- 1215: Giles de Braose, Bischof von Hereford
- 1231: Elisabeth von Thüringen, Landgräfin von Thüringen und Heilige der katholischen Kirche
- 1244: Marjorie von Schottland, schottische Königstochter und Gräfin von Pembroke
- 1302: Gertrud von Helfta, Nonne und Mystikerin
- 1326: Edmund FitzAlan, 9. Earl of Arundel, englischer Magnat
- 1421: Gobelin Person, deutscher Historiker und Kirchenreformer
- 1481: Martin Mair, bayerischer Humanist und Staatsmann
- 1494: Giovanni Pico della Mirandola, italienischer Humanist
- 1524: Wenzel II., Herzog von Teschen
- 1525: Eleonore von Portugal, Königin von Portugal
- 1528: Jakob Wimpheling, deutscher Dichter, Pädagoge und Historiker
- 1532: Tullio Lombardo, italienischer Bildhauer und Architekt der Frührenaissance

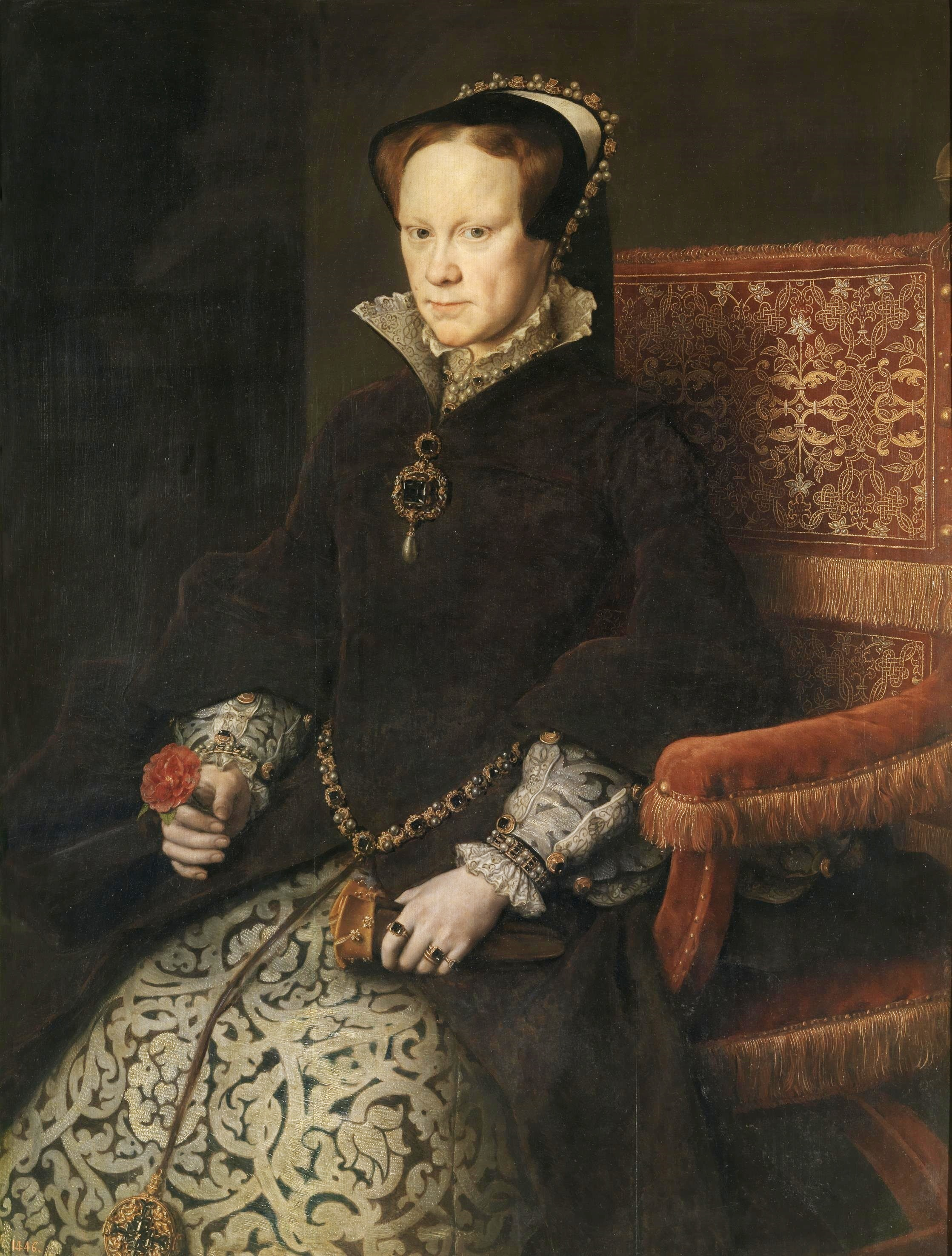
Maria I. († 1558)

- 1558: Maria I. (Maria Tudor), Königin von England und Irland (die Katholische, die Blutige (Bloody Mary))

Reginald Pole († 1558)

- 1558: Reginald Pole, letzter römisch-katholischer Erzbischof von Canterbury
- 1560: Michael von Kuenburg, Erzbischof von Salzburg
- 1562: Anton von Bourbon, Titularkönig von Navarra
- 1566: Raffaellino del Colle, italienischer Maler
- 1581: Marcellus Coffermans, flämischer Maler
- 1584: Erich II. von Calenberg-Göttingen, Herzog von Braunschweig-Lüneburg und Söldnerführer
- 1592: Johann III., König von Schweden

### 17. und 18. Jahrhundert
- 1617: Dorothea von Sachsen, Äbtissin von Quedlinburg
- 1624: Jakob Böhme, deutscher Mystiker und Theosoph
- 1625: Jakob Henot, Postorganisator und Postmeister in Köln

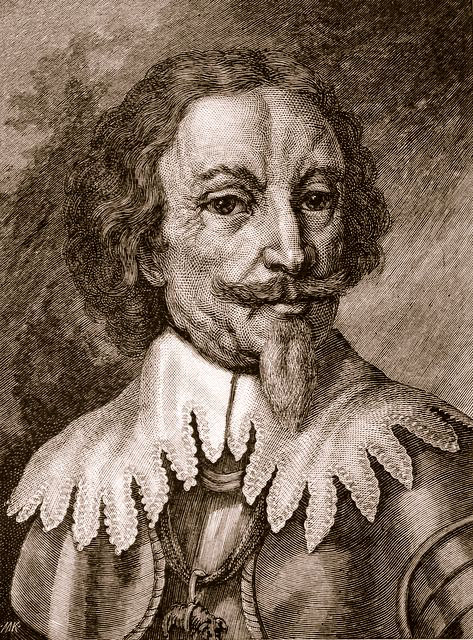
Gottfried Heinrich zu Pappenheim († 1632)

- 1632: Gottfried Heinrich zu Pappenheim, deutscher General der Katholischen Liga im Dreißigjährigen Krieg, Erfinder
- 1632: Henri de Schomberg, französischer Feldherr kursächsischer Herkunft
- 1648: Thomas Ford, englischer Komponist, Lautenist, Gambist und Dichter
- 1665: Johann Lorenz Bausch, deutscher Mediziner, Mitbegründer und erster Präsident der Leopoldina
- 1674: Isbrand van Diemerbroeck, niederländischer Mediziner
- 1699: Elisabeth Wilhelmina von Büren, Äbtissin im Stift Nottuln
- 1713: Abraham van Riebeeck, Generalgouverneur von Niederländisch-Indien
- 1718: Philipp Ludwig Probst, fürstlich braunschweig-lüneburgischer Premierminister, Kanzler und Landsyndikus sowie Erbherr auf Wendhausen, Schöningen und Riddagshausen
- 1720: Jack Rackham, englischer Pirat (Calico Jack)
- 1728: Johann von Bötticher, Ratsherr und Bürgermeister von Nordhausen
- 1731: Johann Adolf Hoffmann, deutscher philosophischer Autor und Übersetzer
- 1735: Jean Nollet, französischer Orgelbauer
- 1739: Maria Amalia von Brandenburg-Schwedt, Herzogin von Sachsen-Zeitz
- 1742: Carl Rudolf, Herzog von Württemberg
- 1742: Maria Theresia von Montfort, Äbtissin des freiweltlichen Damenstifts Buchau
- 1747: Alain Lesage, französischer Schriftsteller
- 1750: Carl Theodorus Pachelbel, deutscher Organist und Komponist
- 1757: Maria Josepha von Österreich, österreichische Erzherzogin, Kurfürstin von Sachsen und Königin von Polen
- 1766: Christian Carl Reinhard von Leiningen-Dagsburg, deutscher Adeliger, Herr von Broich
- 1767: Giovanni Battista Pittoni, venezianischer Maler und Zeichner
- 1768: Thomas Pelham-Holles, 1. Duke of Newcastle-upon-Tyne, britischer Politiker und Premierminister
- 1770: Gian Francesco de Majo, neapolitanischer Komponist
- 1773: Laurent Angliviel de La Beaumelle, französischer Schriftsteller
- 1777: Anna Charlotte Amalie von Nassau-Dietz-Oranien, deutsche Adlige
- 1790: Johann Peter Jäger, Kurmainzer Hofstuckateur und Architekt
- 1793: Jean-Nicolas Houchard, französischer Général de division
- 1795: Alexander Abercromby, schottischer Jurist und Essayist

Katharina II. die Große († 1796)

- 1796: Katharina II. die Große, russische Zarin
- 1796: Johann Gottfried Sammet, deutscher Jurist und Hochschullehrer

### 19. Jahrhundert
- 1802: Johann Uphagen, deutscher Reeder, Kaufmann und bibliophiler Sammler
- 1808: Mustafa IV., Sultan des Osmanischen Reiches
- 1810: Franz Ignaz Seuffert, deutscher Orgelbauer
- 1813: Louis Marie de Narbonne-Lara, französischer Militär und Politiker
- 1815: Luigi Asioli, italienischer Sänger und Komponist
- 1815: Dorothea Viehmann, eine der wichtigsten Quellen für Grimms Märchen
- 1818: Karl Gottlob Anton, deutscher Jurist, Politiker und Historiker
- 1818: Sophie Charlotte von Mecklenburg-Strelitz, Gemahlin des britischen Königs Georg III.
- 1822: Joaquim Machado de Castro, portugiesischer Bildhauer
- 1825: Walter Leake, US-amerikanischer Jurist und Politiker, Gouverneur von Mississippi
- 1825: Johann Gottfried Steinhäuser, Physiker, Mathematiker, Montanist und Jurist
- 1826ː Louise Reichardt, deutsche Sängerin, Komponistin, Musikpädagogin
- 1836: Antoine Charles Horace Vernet, französischer Maler
- 1856: Carl Uhde, deutscher Kaufmann und Sammler
- 1858: Robert Owen, britischer Unternehmer und Sozialreformer
- 1860: Carl Gottlob Häcker, deutscher Orgelbauer
- 1862: Ramsay Richard Reinagle, englischer Landschafts-, Porträt- und Tiermaler
- 1862: Jacob-Elisée Cellérier, Schweizer evangelischer Geistlicher und Hochschullehrer
- 1862: Alexei Nikolajewitsch Werstowski, russischer Komponist
- 1875: Hilario Ascasubi, argentinischer Schriftsteller
- 1875: Charles Vignoles, britischer Eisenbahningenieur
- 1878: Adolph Methfessel, deutscher Komponist
- 1886: Louis Schlösser, deutscher Komponist und Konzertvirtuose
- 1888: Jakob Dont, österreichischer Violinist, Violinpädagoge und Komponist
- 1888ː Dora d’Istria, rumänisch-albanische Schriftstellerin
- 1889: Ketil Motzfeldt, norwegischer Politiker
- 1890ː Helene von Bülow, deutsche Stifterin und erste Oberin des Diakonissen-Mutterhauses Stift Bethlehem in Ludwigslust
- 1893: Alexander I., Fürst von Bulgarien
- 1893: Gabriel-Hippolyte Destailleur, französischer Architekt, Restaurator und Innenarchitekt
- 1898: Albert Raney Anderson, US-amerikanischer Politiker
- 1898: Philipp M. Schmutzer, österreichischer Musiker und Komponist

### 20. Jahrhundert

#### 1901–1950

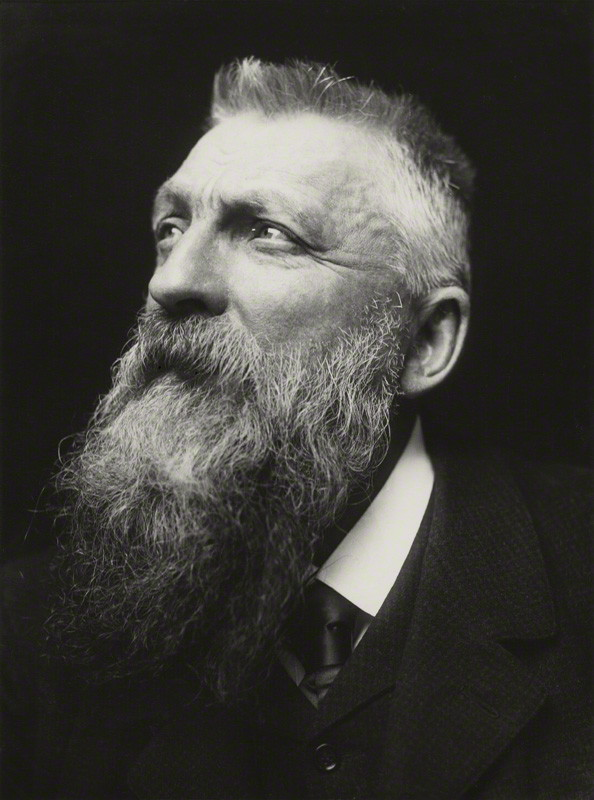
Auguste Rodin († 1917)

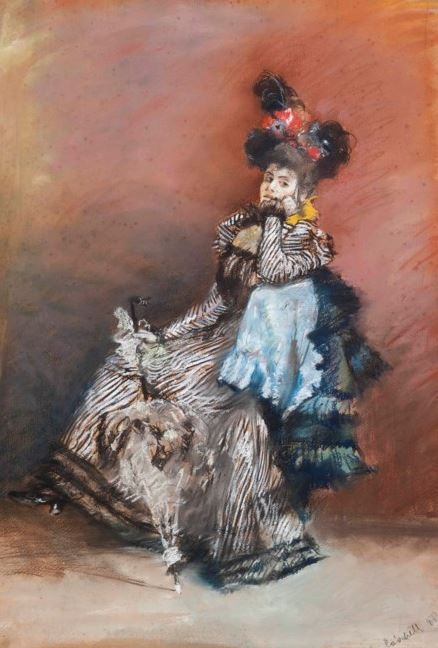
Marie Glümer († 1925)

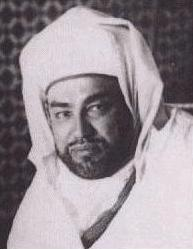
Mulai Yusuf († 1927)

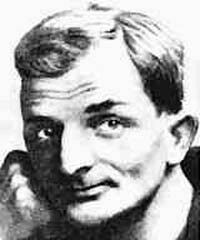
Joachim Ringelnatz († 1934)

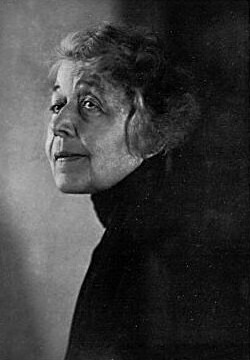
Ricarda Huch († 1947)

- 1905: Adolph, Großherzog von Luxemburg
- 1907: Francis Leopold McClintock, britischer Marineoffizier und Arktisforscher
- 1912: Oskar Lieven, russischer Chemiker und Unternehmer
- 1912: Richard Norman Shaw, britischer Architekt
- 1917: Auguste Rodin, französischer Bildhauer und Graphiker
- 1920: John Franklin Fort, US-amerikanischer Politiker
- 1922: Albert Aichele, Schweizer Pionier der Elektrotechnik
- 1922: Robert Comtesse, Schweizer Politiker
- 1924: Georges Fulliquet, Schweizer evangelischer Geistlicher und Hochschullehrer
- 1924: Eugène Simon, französischer Arachnologe
- 1925: Fritz Angerstein, deutscher Massenmörder
- 1925ː Marie Glümer, österreichische Theaterschauspielerin
- 1925: Sekgoma II., traditioneller Herrscher der Bamangwato in Bechuanaland
- 1927: Mulai Yusuf, Sultan der Alawiden in Marokko
- 1929: Herman Hollerith, US-amerikanischer Ingenieur und Unternehmer
- 1931: Georgi Atanassow, bulgarischer Komponist und Dirigent
- 1930: Hans Kniep, deutscher Botaniker
- 1933: Georg Haberland, deutscher Unternehmer
- 1933: Wilhelm Nölling, deutscher Finanzwissenschaftler und Politiker
- 1934: Joachim Ringelnatz, deutscher Schriftsteller, Kabarettist und Maler
- 1936: Roger Salengro, französischer Politiker
- 1936: Ernestine Schumann-Heink, österreichische Opernsängerin
- 1940: Eric Gill, britischer Bildhauer, Grafiker und Typograf
- 1940: Raymond Pearl, US-amerikanischer theoretischer Biologe und Genetiker
- 1941: Edmond Haraucourt, französischer Schriftsteller
- 1941: Ernst Udet, deutscher Jagdflieger und General
- 1942: Max Herrmann, deutscher Literaturhistoriker und Theaterwissenschaftler
- 1945: Friedrich Franz IV., deutscher Adliger und letzter Großherzog zu Mecklenburg
- 1947: Ricarda Huch, deutsche Schriftstellerin, Dichterin, Philosophin und Historikerin

#### 1951–2000
- 1951: Heinrich Zernin, deutscher Maler und Grafiker
- 1954: Ragnar Sunnqvist, schwedischer Motorradrennfahrer
- 1955: James P. Johnson, US-amerikanischer Pianist und Komponist

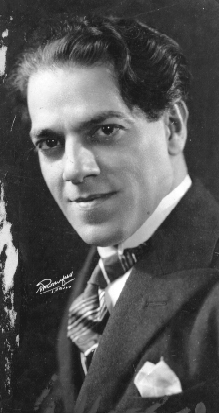
Heitor Villa-Lobos († 1959)

- 1959: Heitor Villa-Lobos, brasilianischer Komponist und Dirigent
- 1962: Franklin Thomas Ahearn, kanadischer Unternehmer
- 1963: Peco Bauwens, deutscher Fußballfunktionär
- 1964: Karl Arning, deutscher Offizier
- 1967: Aram Merangulyan, armenischer Komponist und Dirigent
- 1970: Walter Kaßner, deutscher SED-Politiker
- 1970: Alexander László, ungarisch-amerikanischer Pianist und Komponist
- 1972: Pierre Apestéguy, französischer Schriftsteller
- 1973: Wilhelm Kling, deutscher KPD- und SED-Funktionär
- 1973: Lou Koster, luxemburgische Komponistin und Pianistin
- 1974: Ursula Herking, deutsche Schauspielerin
- 1977: Karl Berbuer, deutscher Schlagersänger
- 1979: Héctor Barinas, venezolanischer Sänger und Komponist
- 1979: John Glascock, britischer Musiker
- 1979: Immanuel Velikovsky, russisch-US-amerikanischer Arzt, Psychoanalytiker und Autor
- 1981: Sibyl M. Rock, US-amerikanische Mathematikerin und Informatikerin
- 1982: Robert Knight Andras, kanadischer Unternehmer und Politiker
- 1982: Eduard Tubin, estnischer Komponist
- 1983: Eelco van Kleffens, parteiloser Außenminister der Niederlande
- 1984: Jan Novák, tschechischer Komponist
- 1986: Georges Besse, französischer Manager in der Automobilindustrie (Renault)
- 1986: Peter Kuhlen, deutscher Geistlicher und Mitbegründer der Apostolischen Gemeinschaft
- 1987: Hans Arnhold, österreichischer nationalsozialistischer Politiker
- 1987: Mozaffar Baqai, iranischer Politiker
- 1987: Jean Lallemand, kanadischer Mäzen
- 1987: Kurt Lindner, deutscher Unternehmer und Jagdwissenschaftler
- 1988: Jean-Claude Depince, französischer Autorennfahrer
- 1990: Erich Fischer, deutscher Fußballspieler

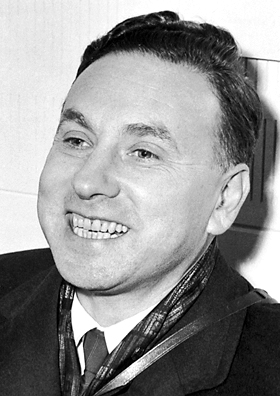
Robert Hofstadter († 1990)

- 1990: Robert Hofstadter, US-amerikanischer Nobelpreisträger für Physik
- 1991: Maurice Banach, deutscher Fußballspieler
- 1992: John Harris Armstrong, US-amerikanischer Schauspieler
- 1993: Otto Knoch, deutscher Theologe, Priester und Hochschullehrer
- 1995: Alan Hull, englischer Musiker (Lindisfarne)
- 1995: Salvatore Martirano, US-amerikanischer Komponist
- 1995: Jean-Pierre Rivière, französischer Komponist
- 1996: Michele Abbruzzo, italienischer Schauspieler
- 1997: Wilfred Josephs, englischer Komponist
- 1997: Mike Rothschild, US-amerikanischer Autorennfahrer
- 1997: John Wimber, US-amerikanischer Musiker
- 1998: Weeb Ewbank, US-amerikanischer American-Football-Trainer
- 1998: Norbert Moret, Schweizer Komponist, Pianist, Organist, Chorleiter und Musikpädagoge
- 1998: Kurt Plenzat, deutscher Offizier
- 1999: Enrique Urquijo, spanischer Sänger und Komponist

### 21. Jahrhundert
- 2001: Michael Karoli, deutscher Musiker (Can)
- 2002: Abba Eban, israelischer Politiker und Publizist
- 2003: Zofia Rysiówna, polnische Schauspielerin
- 2004: Mikael Ljungberg, schwedischer Ringer
- 2004: Alexander Ragulin, russischer Eishockeyspieler
- 2005: Arthur Blank, Schweizer Autorennfahrer
- 2006: Ruth Brown, US-amerikanische Rhythm-and-Blues-Sängerin
- 2006: Jean Mansour, libanesischer Erzbischof
- 2006: Ferenc Puskás, ungarischer Fußballspieler
- 2007: Hans Heigert, deutscher Chefredakteur, Fernsehmoderator und Journalist
- 2008: Guy Peellaert, belgischer Illustrator und Comiczeichner
- 2008: Jakob Schulze-Rohr, deutscher Architekt und Stadtplaner
- 2009: John Craxton, britischer Maler
- 2009: Josine van Dalsum, niederländische Schauspielerin und Drehbuchautorin
- 2009: Egon L. Frauenberger, deutscher Autor und Musikproduzent
- 2010: Giorgi Arsenischwili, georgischer Mathematiker und Politiker
- 2010: Wilhelm Kaiser-Lindemann, deutscher Komponist und Hornist
- 2013: Syd Field, US-amerikanischer Sachbuchautor
- 2013: Doris Lessing, britische Schriftstellerin
- 2014: Jimmy Ruffin, US-amerikanischer Soulsänger
- 2017: Earle Hyman, US-amerikanischer Schauspieler
- 2017: Salvatore Riina, italienischer Mafioso
- 2017: Natela Swanidse, georgische Komponistin
- 2018: Jens Büchner, deutscher Schlagersänger
- 2018: Eduard Alexandrowitsch von Falz-Fein, liechtensteinischer Unternehmer, Journalist und Sportfunktionär
- 2018: Alfred Hütter, österreichischer Journalist
- 2019: Susan Cernyak-Spatz, US-amerikanische Germanistin und Historikerin

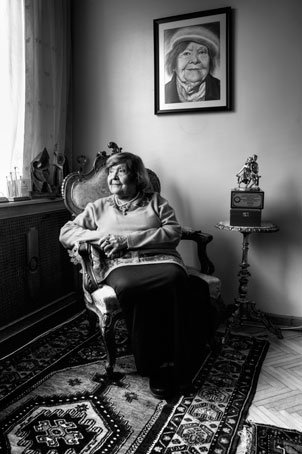
Muazzez İlmiye Çığ († 2024)

- 2021: Young Dolph, US-amerikanischer Rapper und Musikverleger
- 2021: Teresa Kodelska-Łaszek, polnische Skirennläuferin
- 2021: Christine Laszar, deutsche Schauspielerin
- 2021: Klaus Wüsthoff, deutscher Komponist
- 2022: Azio Corghi, italienischer Komponist und Musikpädagoge
- 2022: Aino Isomäki, finnische Leichtathletin
- 2022: Ted Wheeler, US-amerikanischer Leichtathlet
- 2023ː Suzanne Shepherd, US-amerikanische Schauspielerin, Regisseurin
- 2024ː Muazzez İlmiye Çığ, türkische Sumerologin und Supercentenarian

## Feier- und Gedenktage
- Kirchliche Gedenktage
  - Hl. Gertrud von Helfta, deutsche Mystikerin, Sprachkünstlerin und Theologin (anglikanisch, katholisch (nur in Deutschland), orthodox)
  - Hl. Gregor der Wundertäter, kleinasiatischer Bischof und Theologe (katholisch, orthodox)
  - Jakob Böhme, deutscher Mystiker und Philosoph (evangelisch)
  - David Zeisberger, mährisch-amerikanischer Missionar (evangelisch)
  - Hl. Fergus, Einsiedler und Bischof (katholisch)
  - Hl. Gregor von Tours, fränkischer Geschichtsschreiber, Hagiograph und Bischof (katholisch)
  - Hl. Munditia, römische Märtyrerin und Schutzpatronin (katholisch)
- Namenstage
  - Gerda, Gregor, Hiltrud, Viktoria
- Weitere Informationen zum Tag
  - International Students’ Day (International Students’ Council) (1941)
  - Weltfrühgeborenentag

Weitere Einträge enthält die Liste von Gedenk- und Aktionstagen.